# 아우디 A6
아우디 A6(Audi A6)는 아우디 AG에서 생산하는 전륜구동 또는 4륜구동 방식의 준대형 승용차로, 바디 타입은 세단과 스테이션 왜건 등 2가지로 나뉜다.

## 1세대(C4)

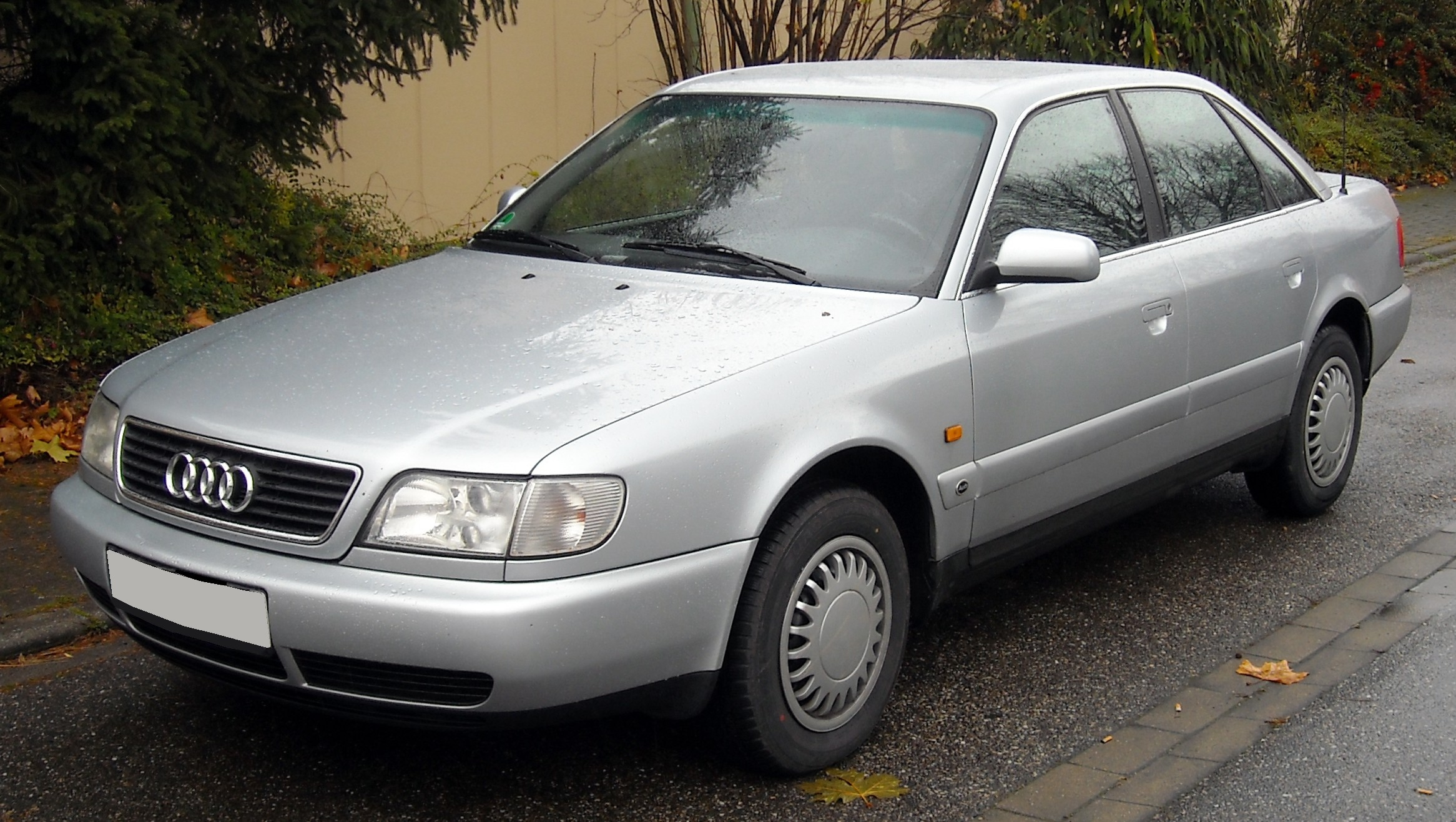
아우디 A6 정측면

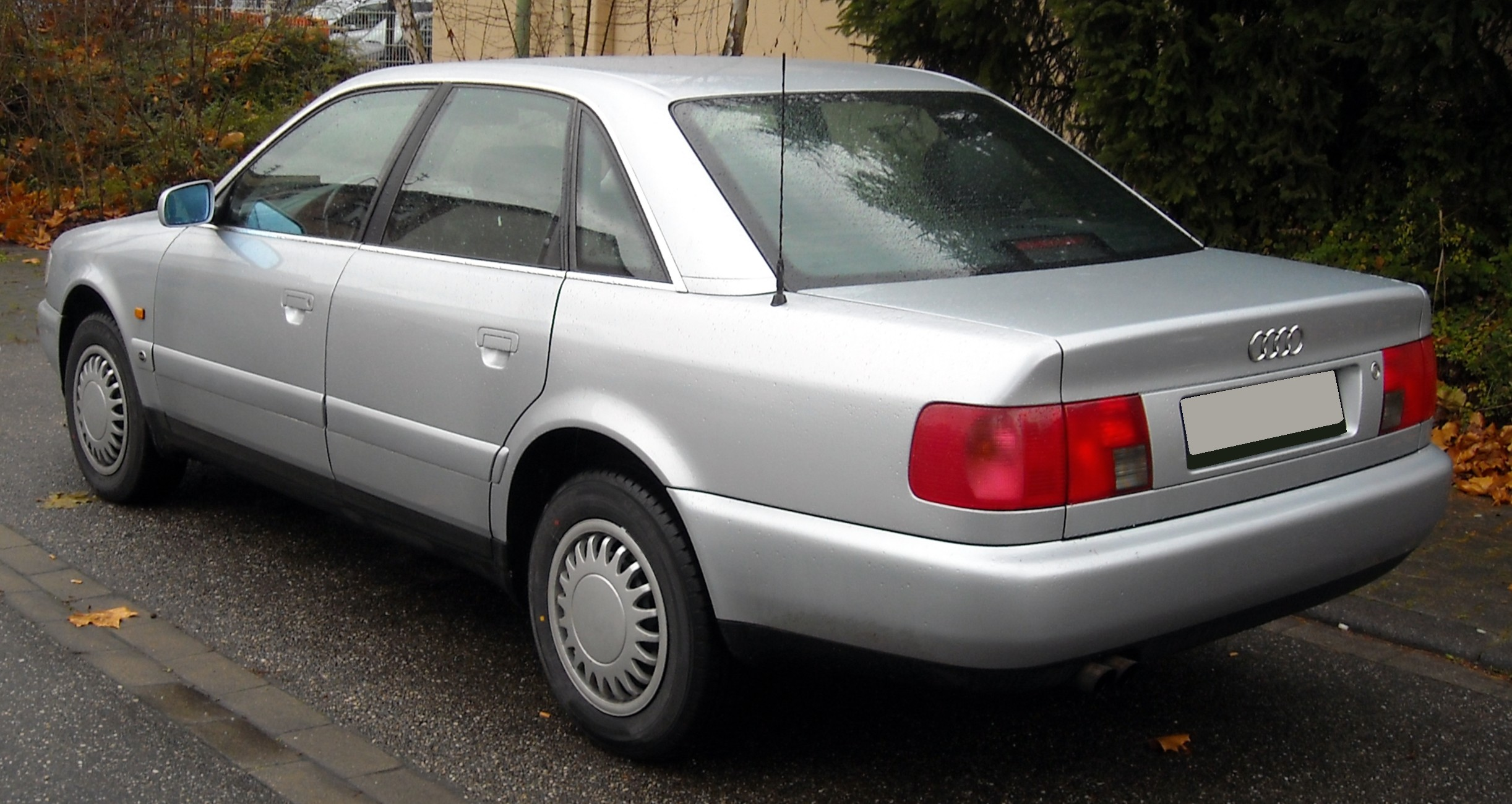
아우디 A6 후측면

1968년부터 4세대에 걸쳐 장기간 판매되었던 100의 후속 차종이다. 1994년에 100(C4)이 페이스 리프트를 거쳐 당시 아우디의 새로운 작명법에 따라 차명이 A6로 바뀌었다. 

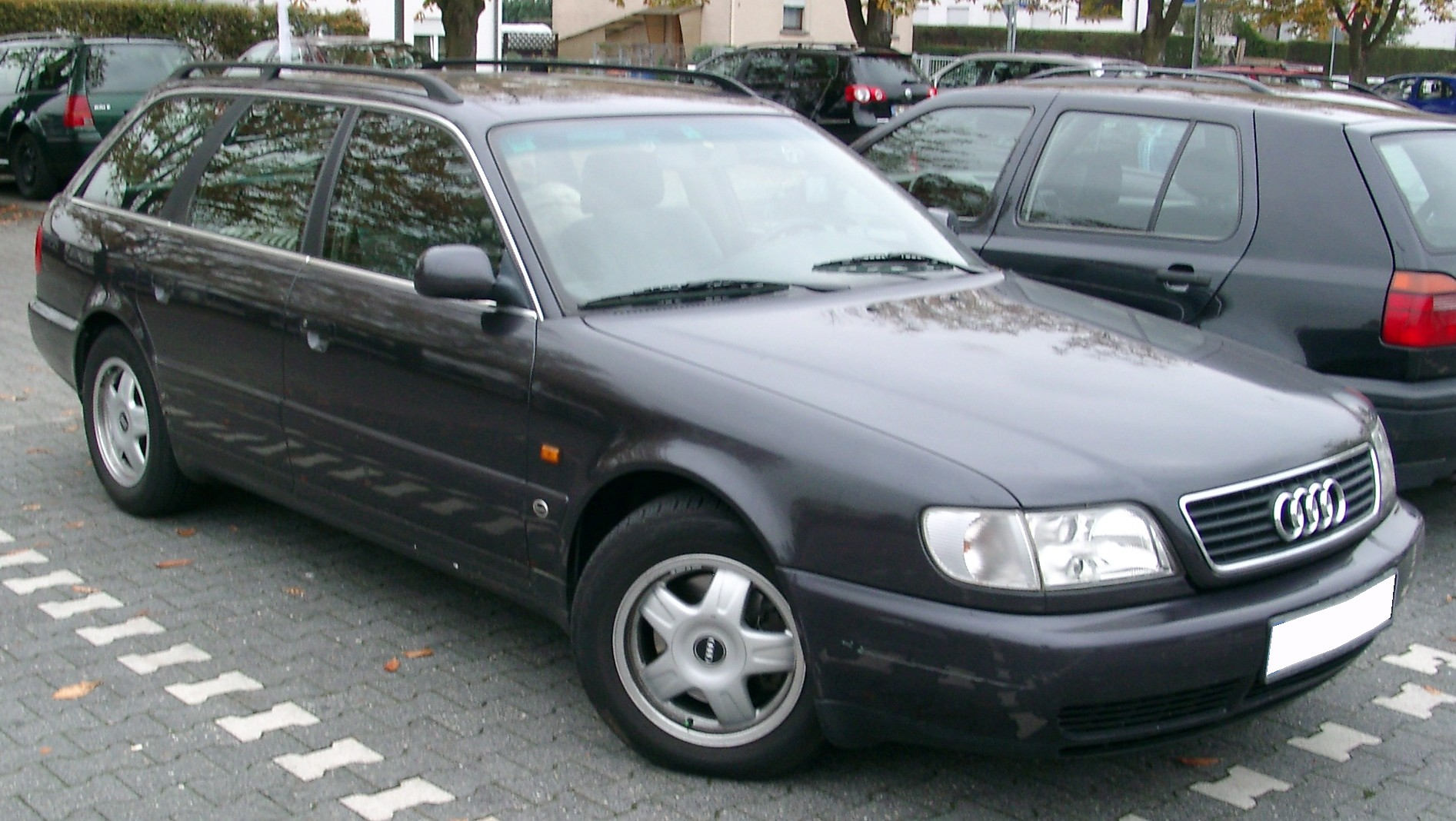
아우디 A6 아반트 정측면
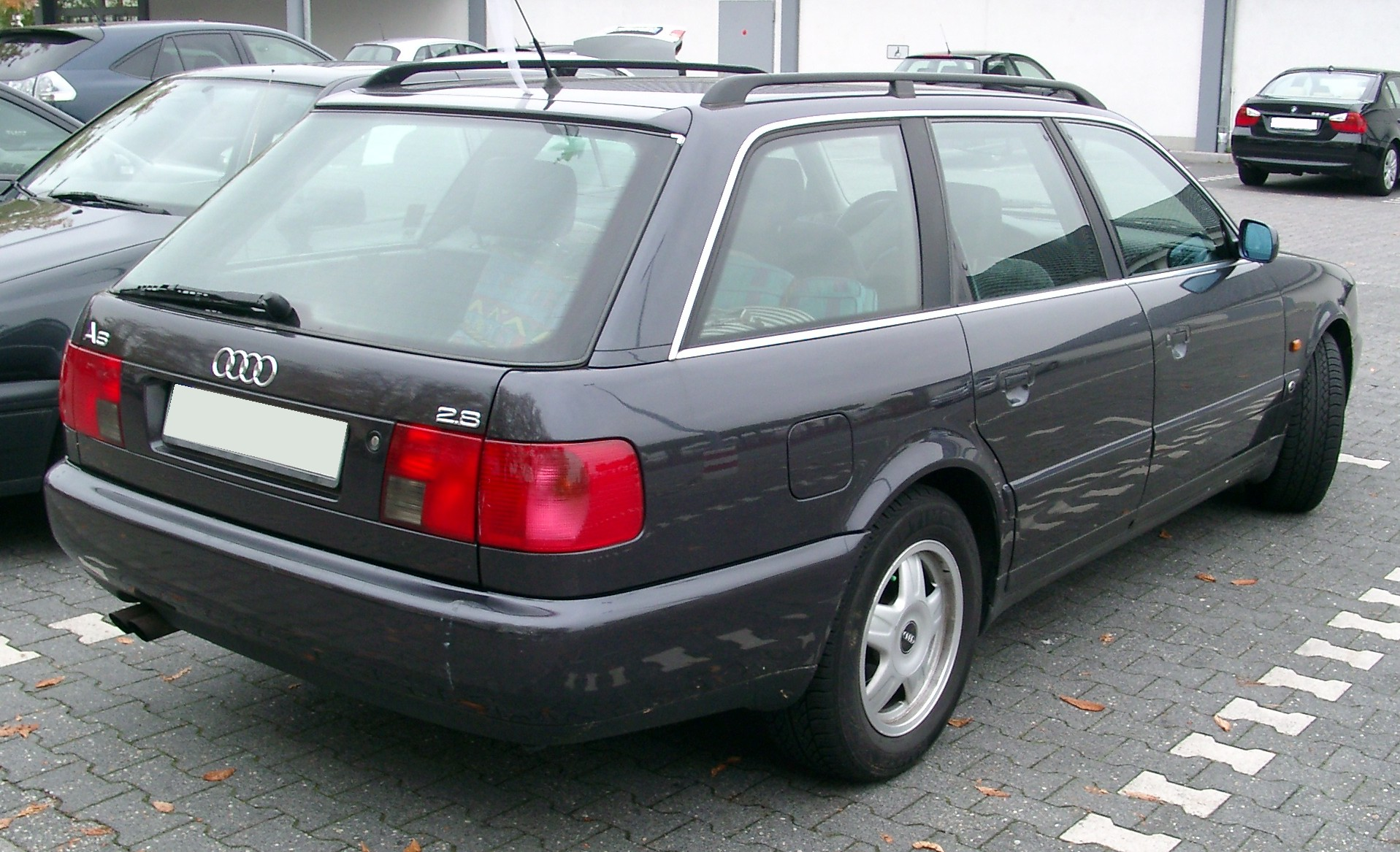
아우디 A6 아반트 후측면

## 2세대(C5)

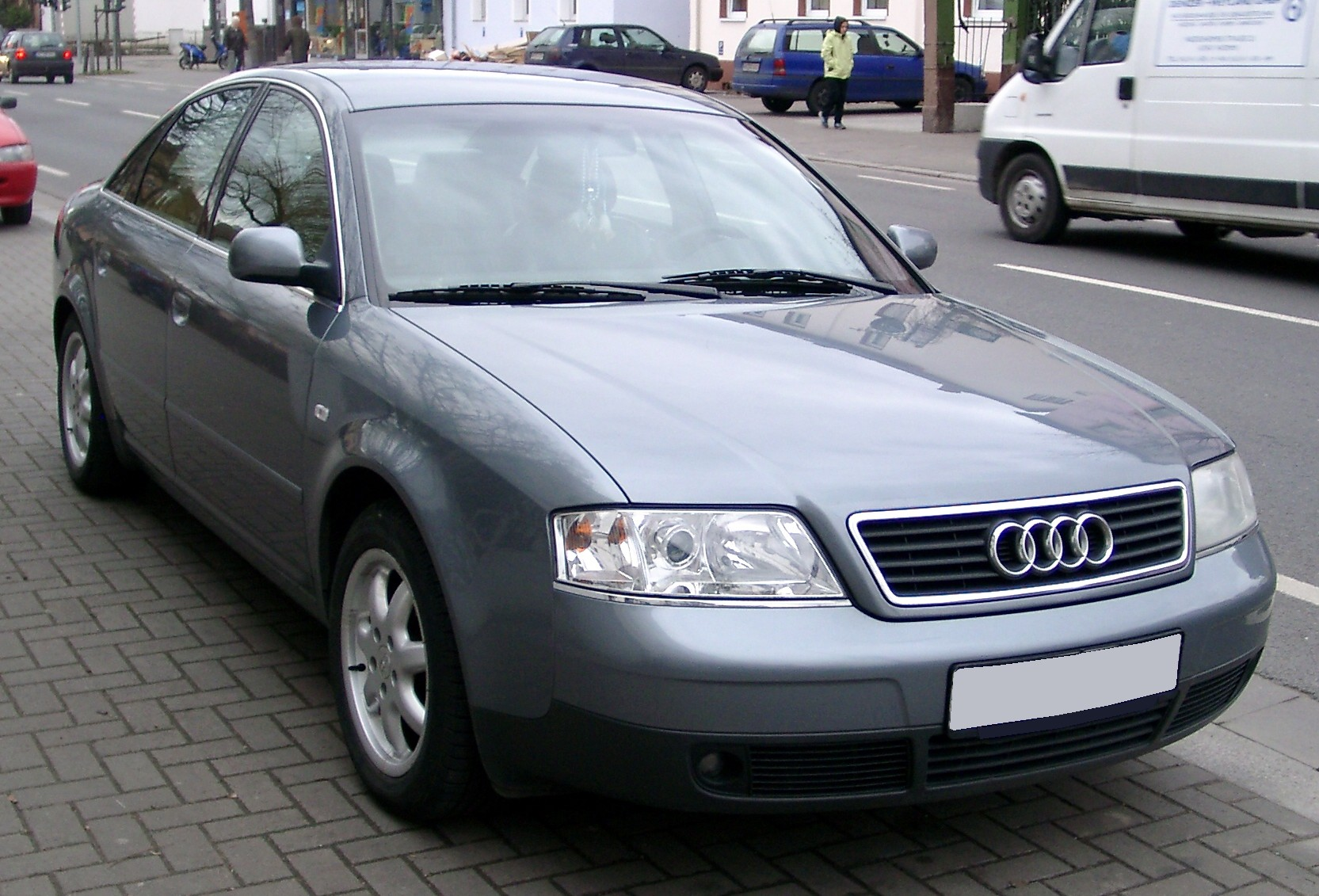
아우디 A6(전기형) 정측면

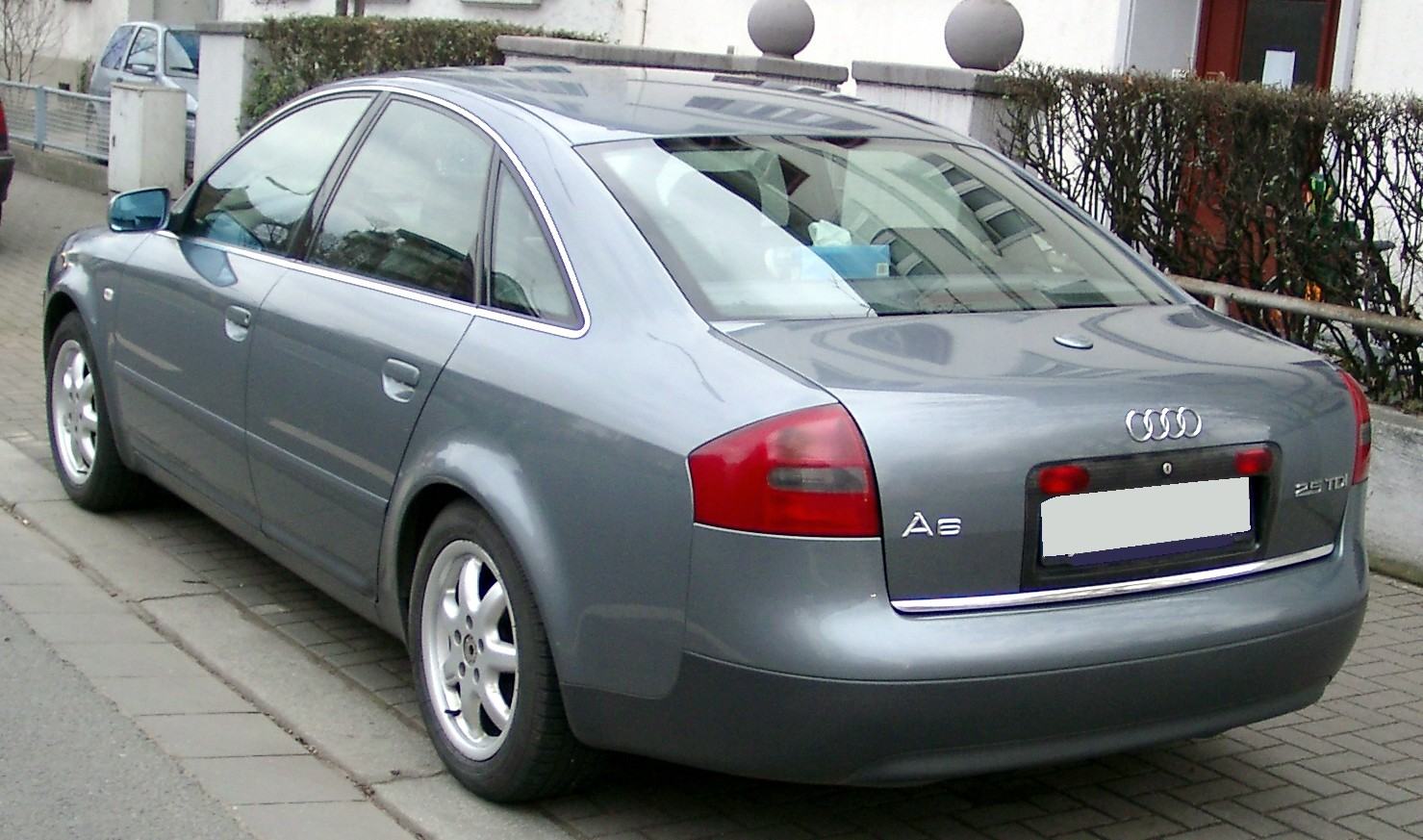
아우디 A6(전기형) 후측면

1997년에 풀 모델 체인지를 거쳐 세단의 경우 공기 저항 계수가 0.28Cd라는 경이로운 결과를 만들었다. 독일에서는 직렬 4기통 1.8ℓ 엔진부터 V8 4.2ℓ 엔진까지 8종류의 엔진이 장착되었다. 심플한 디자인을 통해 그해 일본에서 굿 디자인 금상을 수상했고, 1999년에 영국 소비자들의 평가에서 5위를 기록했다.

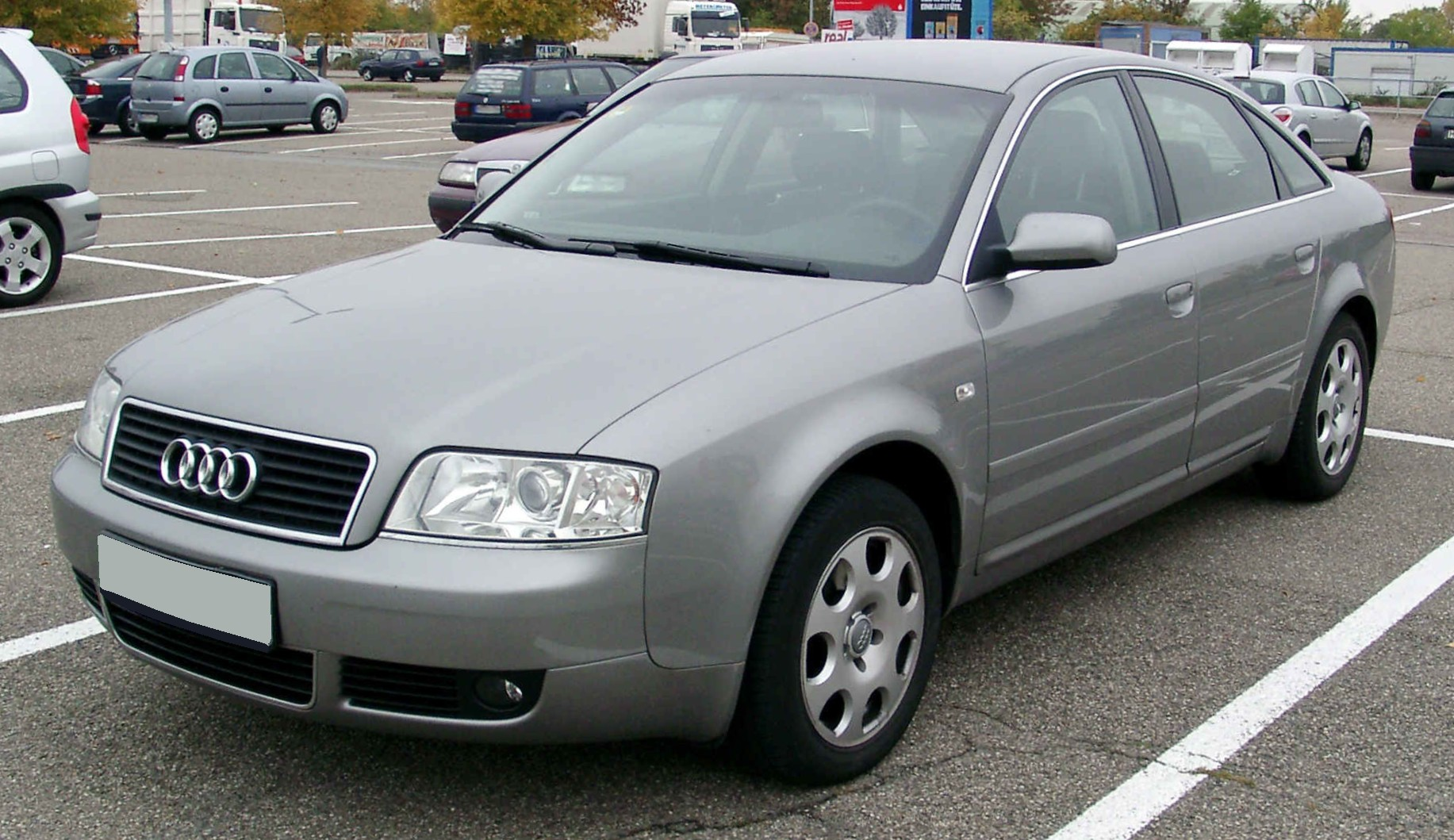
아우디 A6(후기형) 정측면
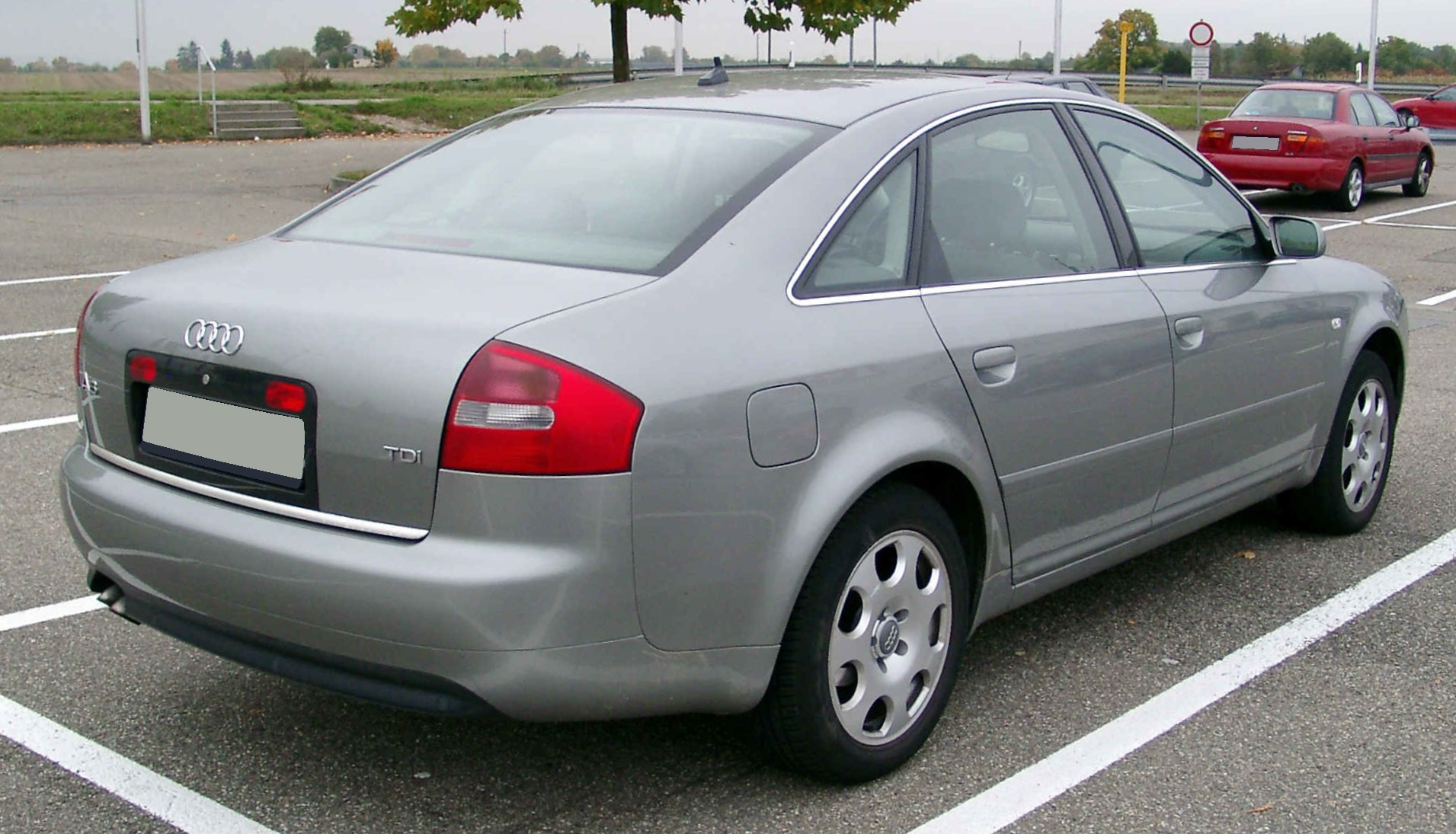
아우디 A6(후기형) 후측면
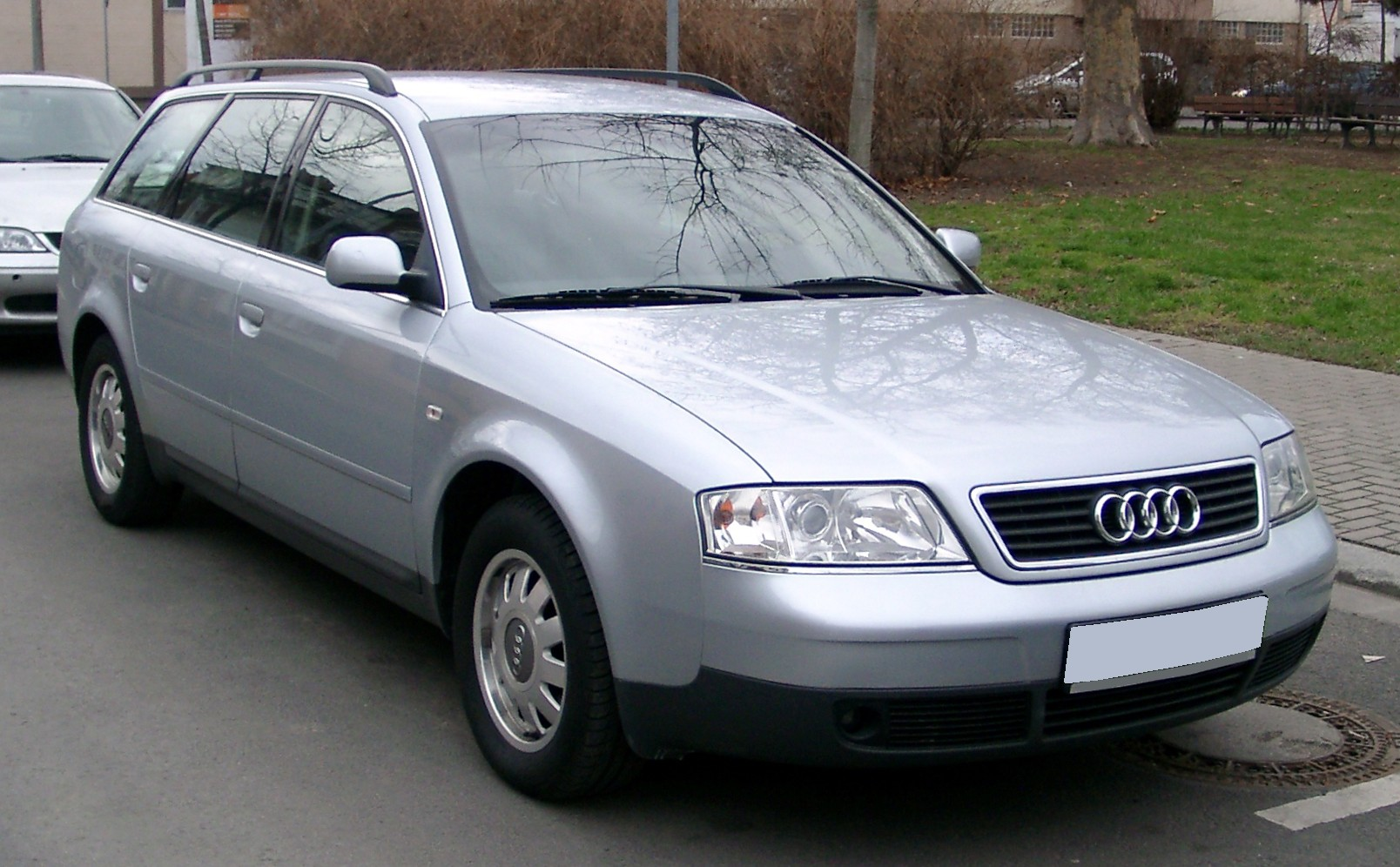
아우디 A6 아반트(전기형) 정측면
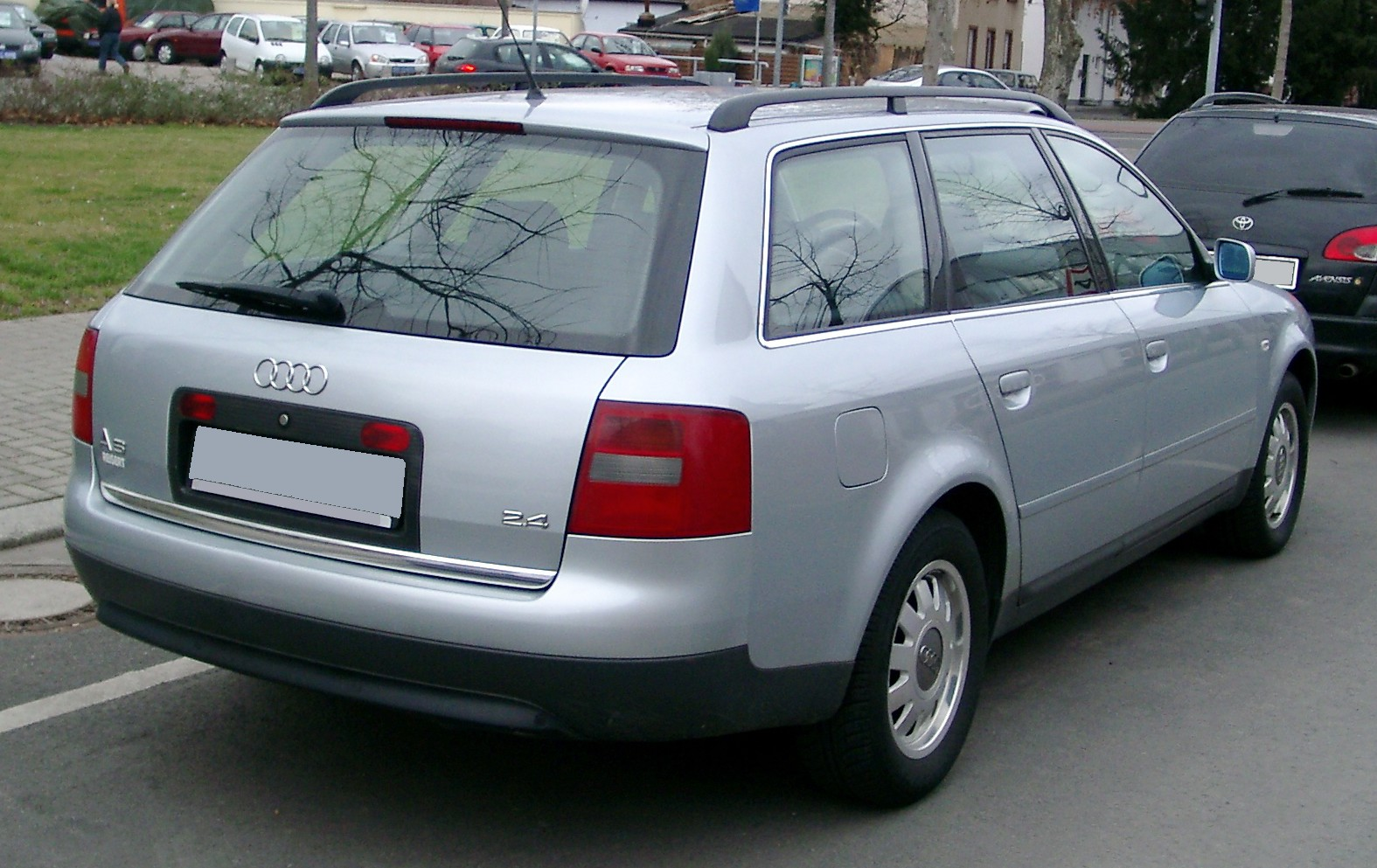
아우디 A6 아반트(전기형) 후측면
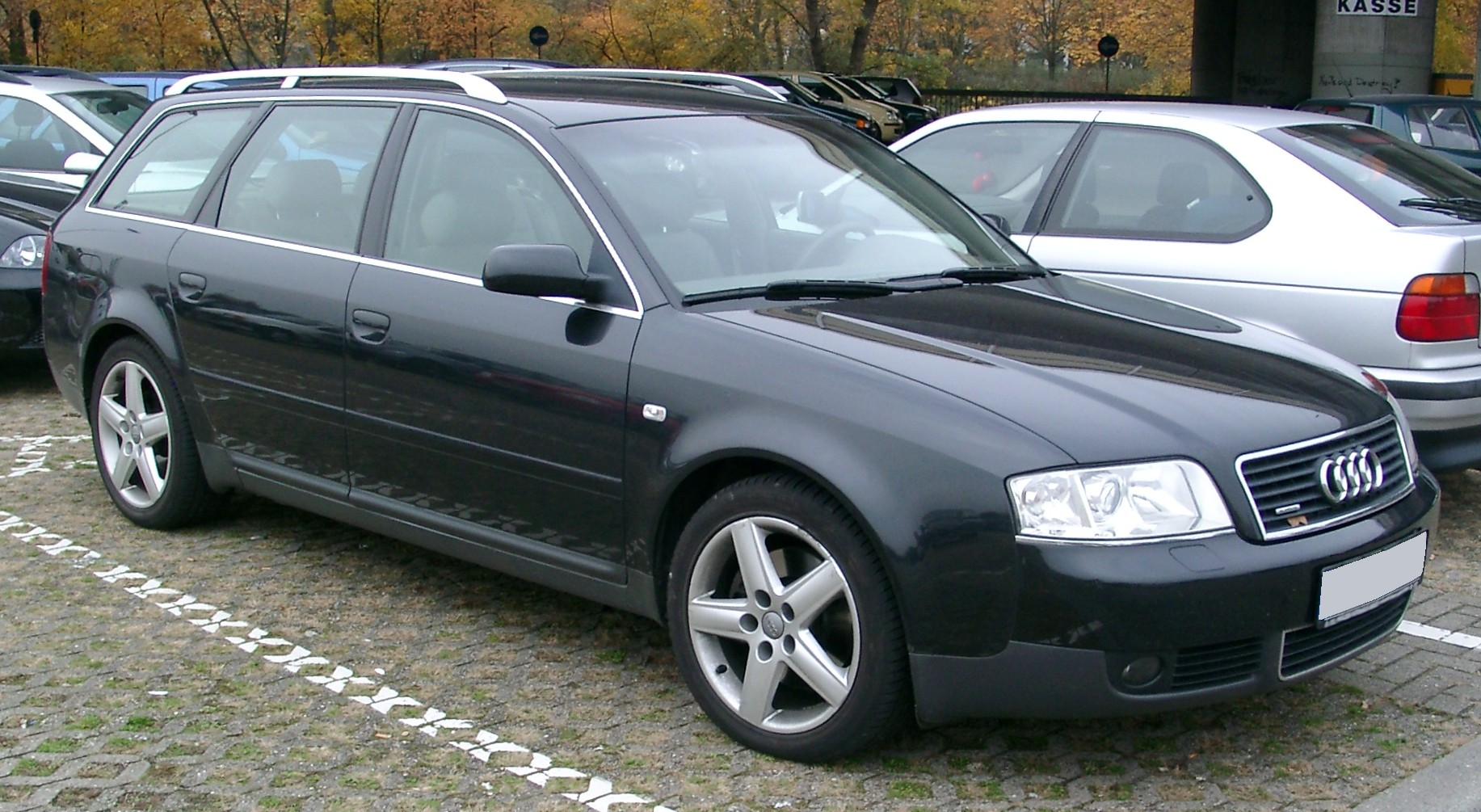
아우디 A6 아반트(후기형) 정측면
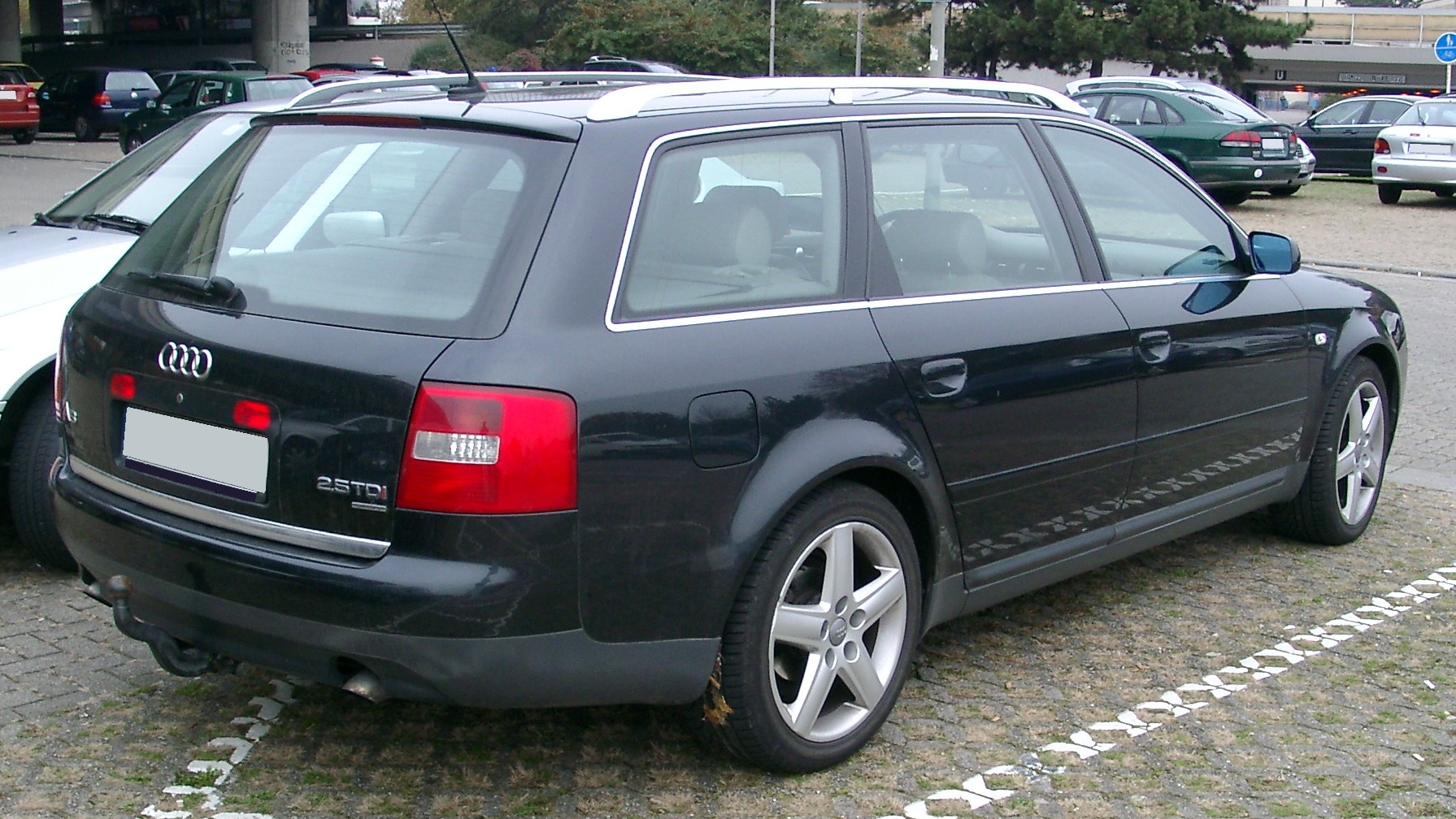
아우디 A6 아반트(후기형) 후측면

## 3세대(C6)

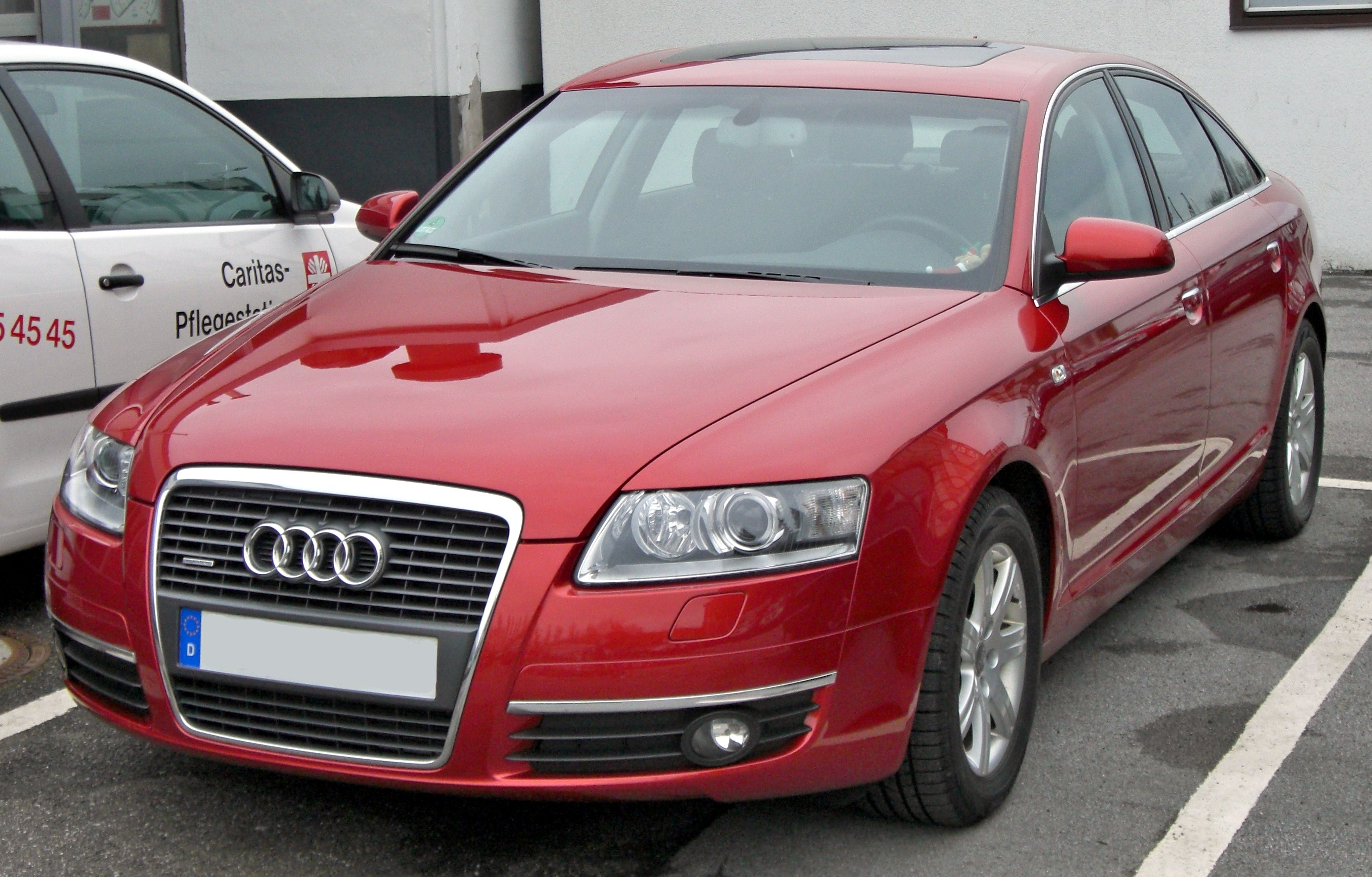
아우디 A6(전기형) 정측면

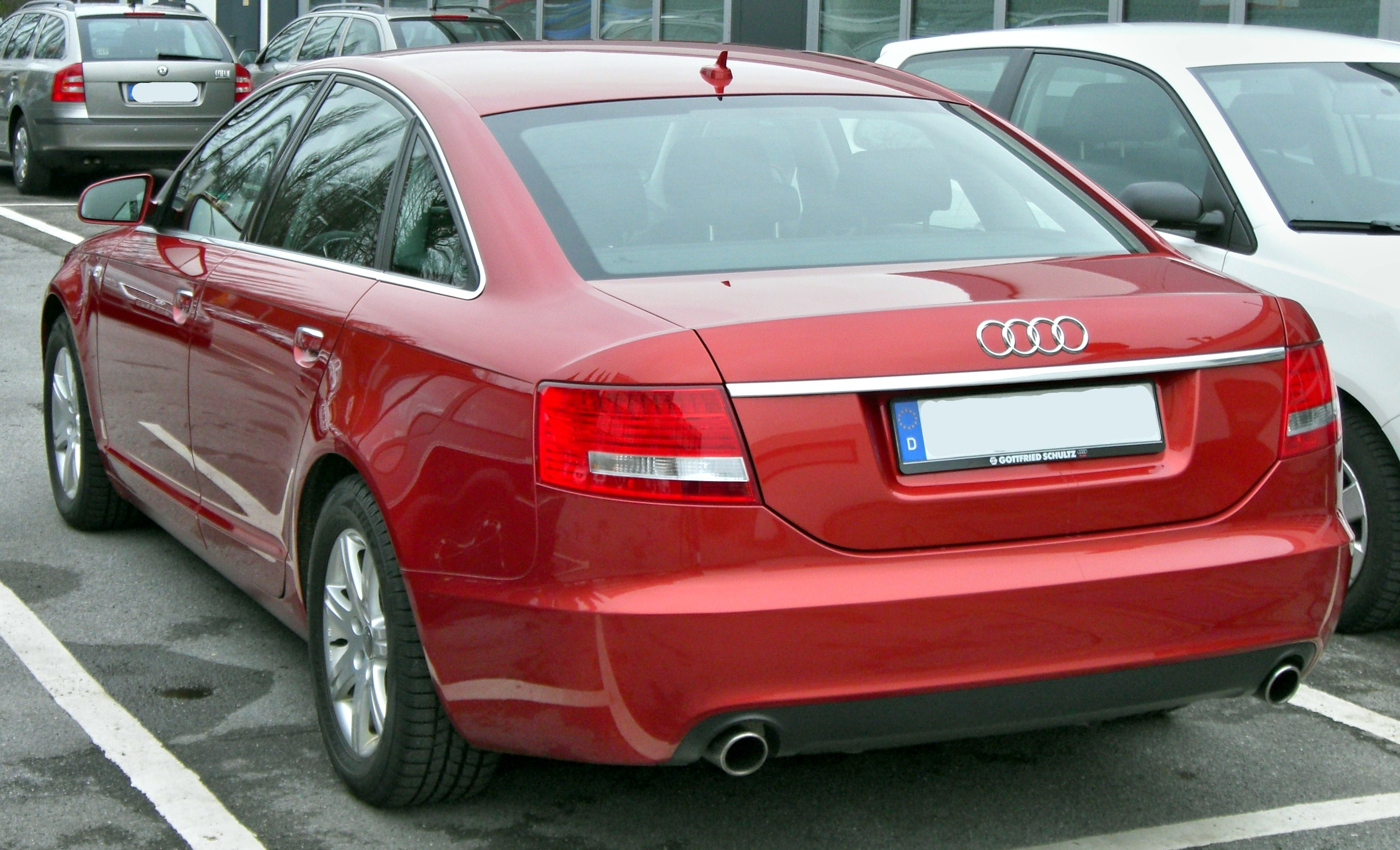
아우디 A6(전기형) 후측면

2004년에 출시되었다. 싱글 프레임이라고 불리는 대형 라디에이터 그릴을 비롯한 전반적인 디자인은 A8(D3)와 닮은 점이 많다. 2005년에 세계 올해의 차를 수상했고, 그해 오토니스 디자인 상, 2006년에 독일의 유력 자동차 전문지 아우토 모터 운트 스포트에 의해 최고의 차, 같은 해 독일의 유력 자동차 전문지 아우토 자이퉁에 의해 최고의 차로 선정되는 등 큰 호평을 받았다. 아우디가 고급차의 베스트 셀러가 되고 있는 중국에서는 롱 휠 베이스 버전인 A6L도 출시되었다. 2008년에 페이스 리프트를 거쳤을 때는 300마력 V6 3.0ℓ 슈퍼 차저 엔진을 달기도 했다.

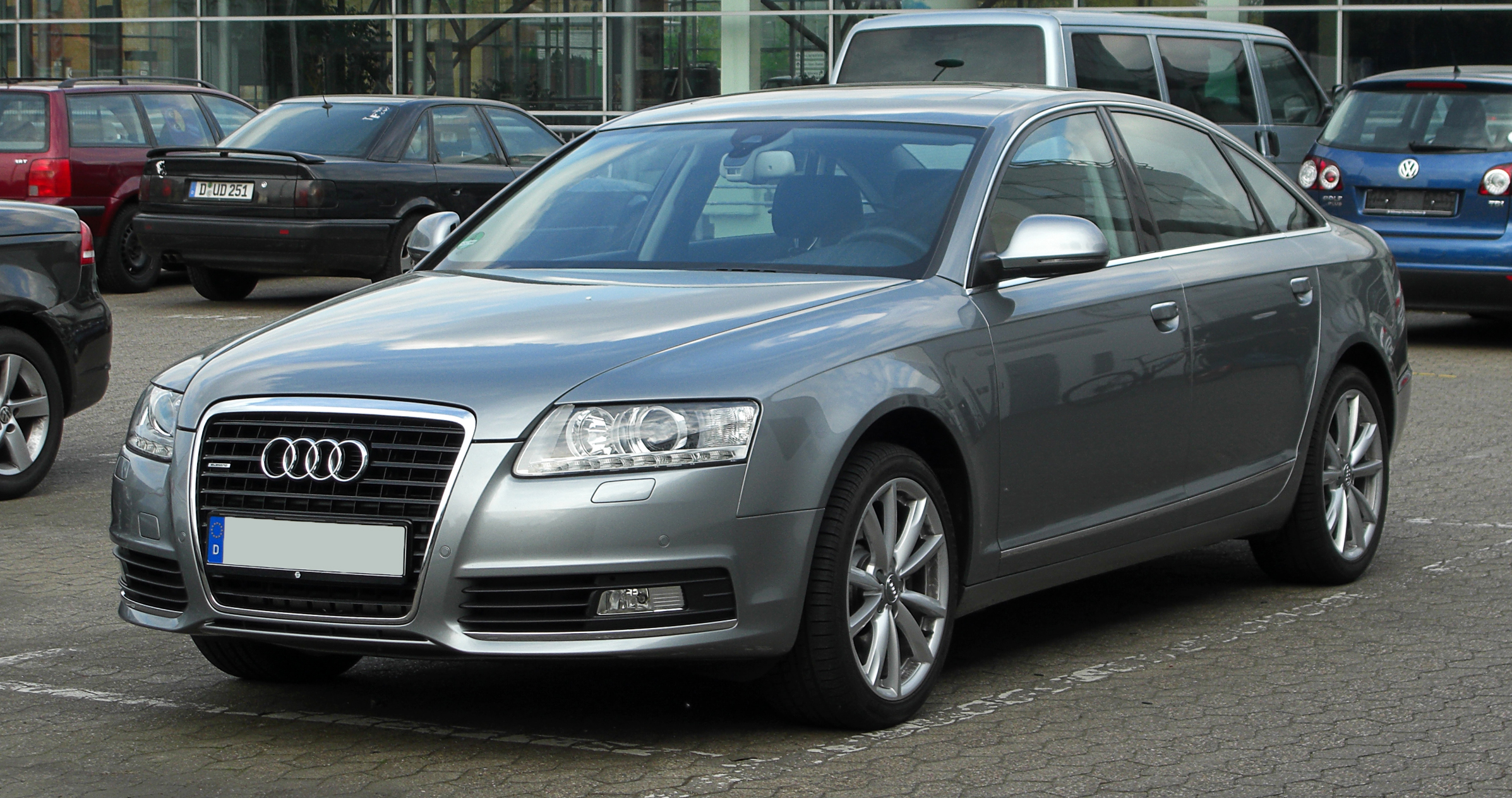
아우디 A6(후기형) 정측면
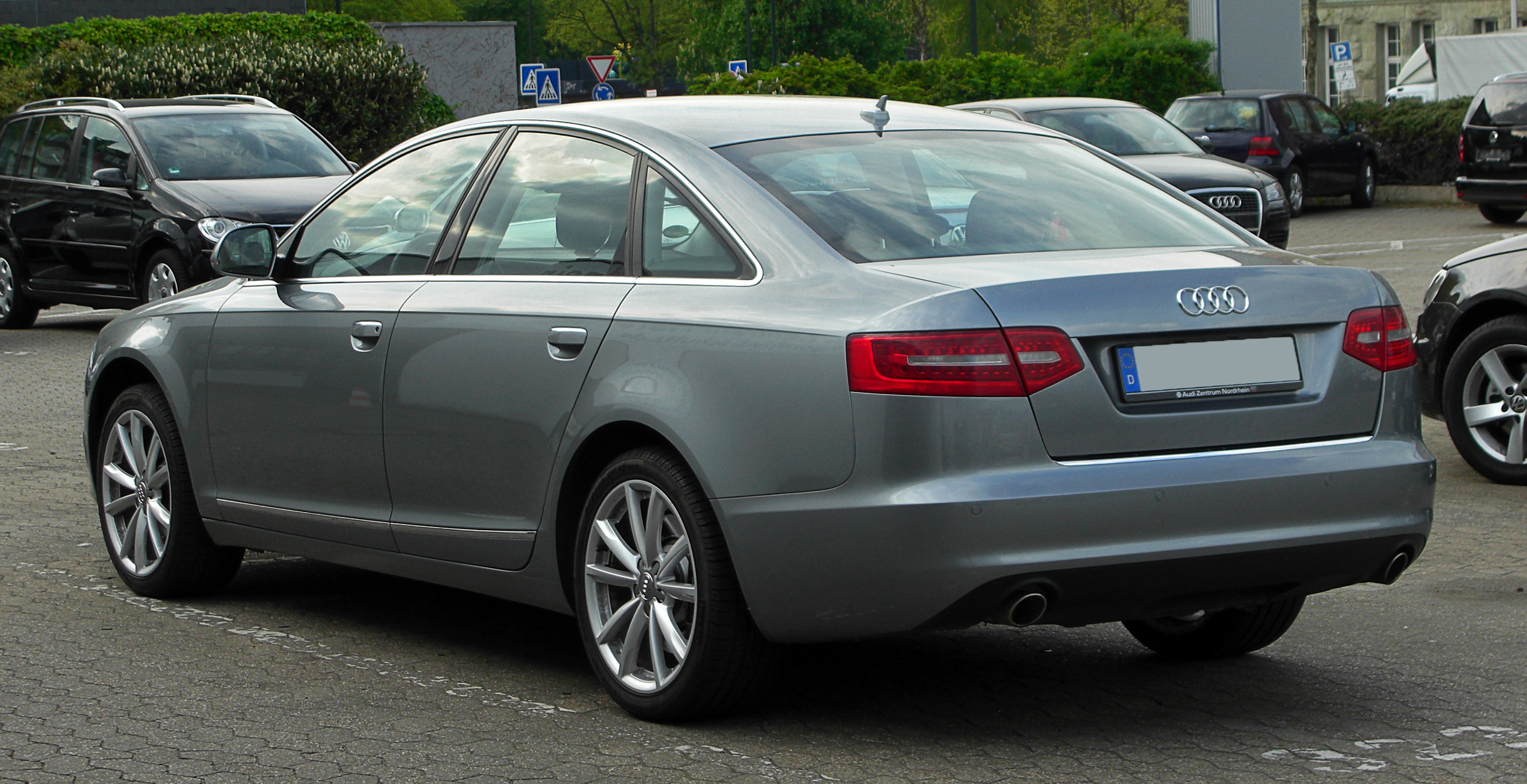
아우디 A6(후기형) 후측면
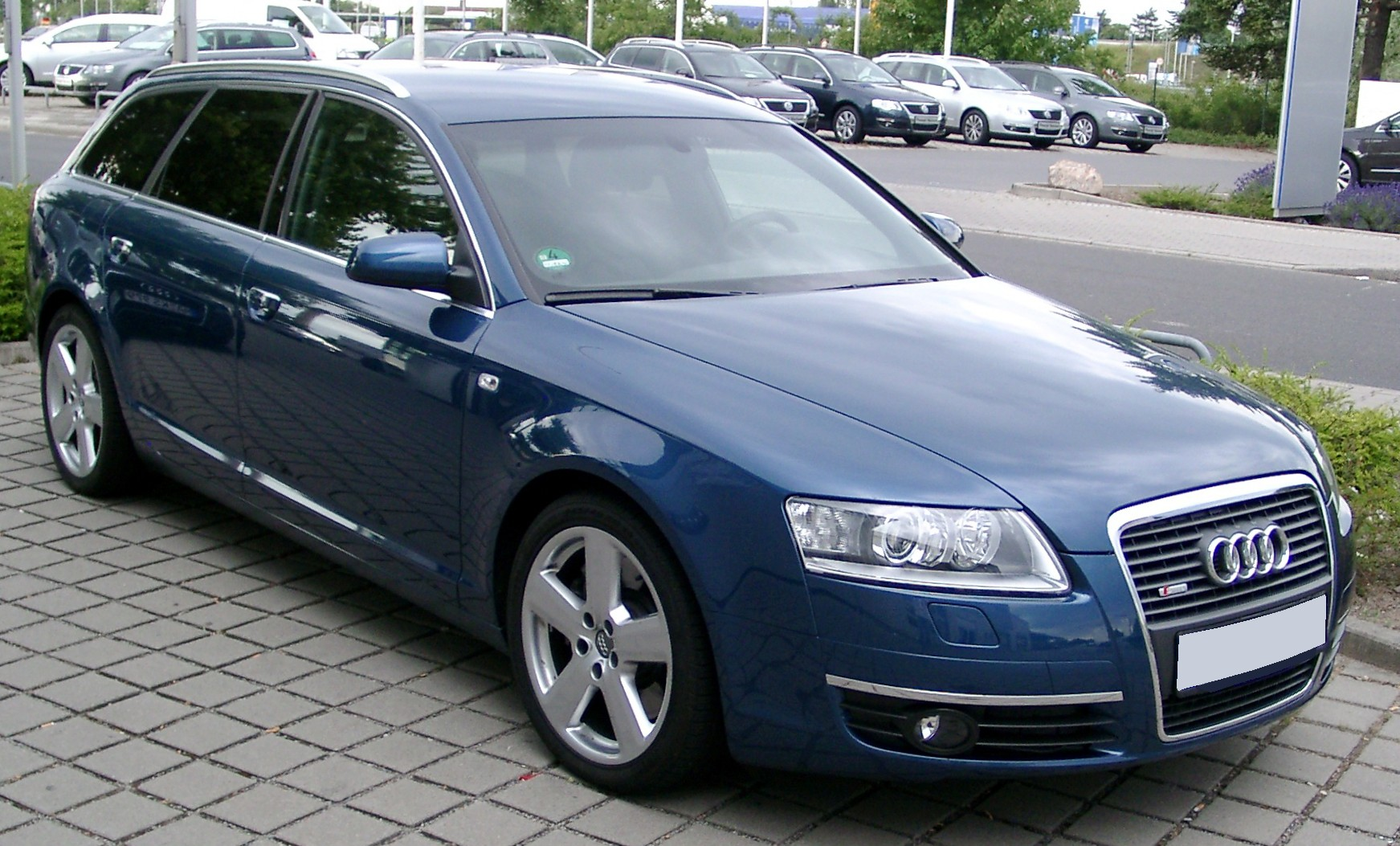
아우디 A6 아반트(전기형) 정측면
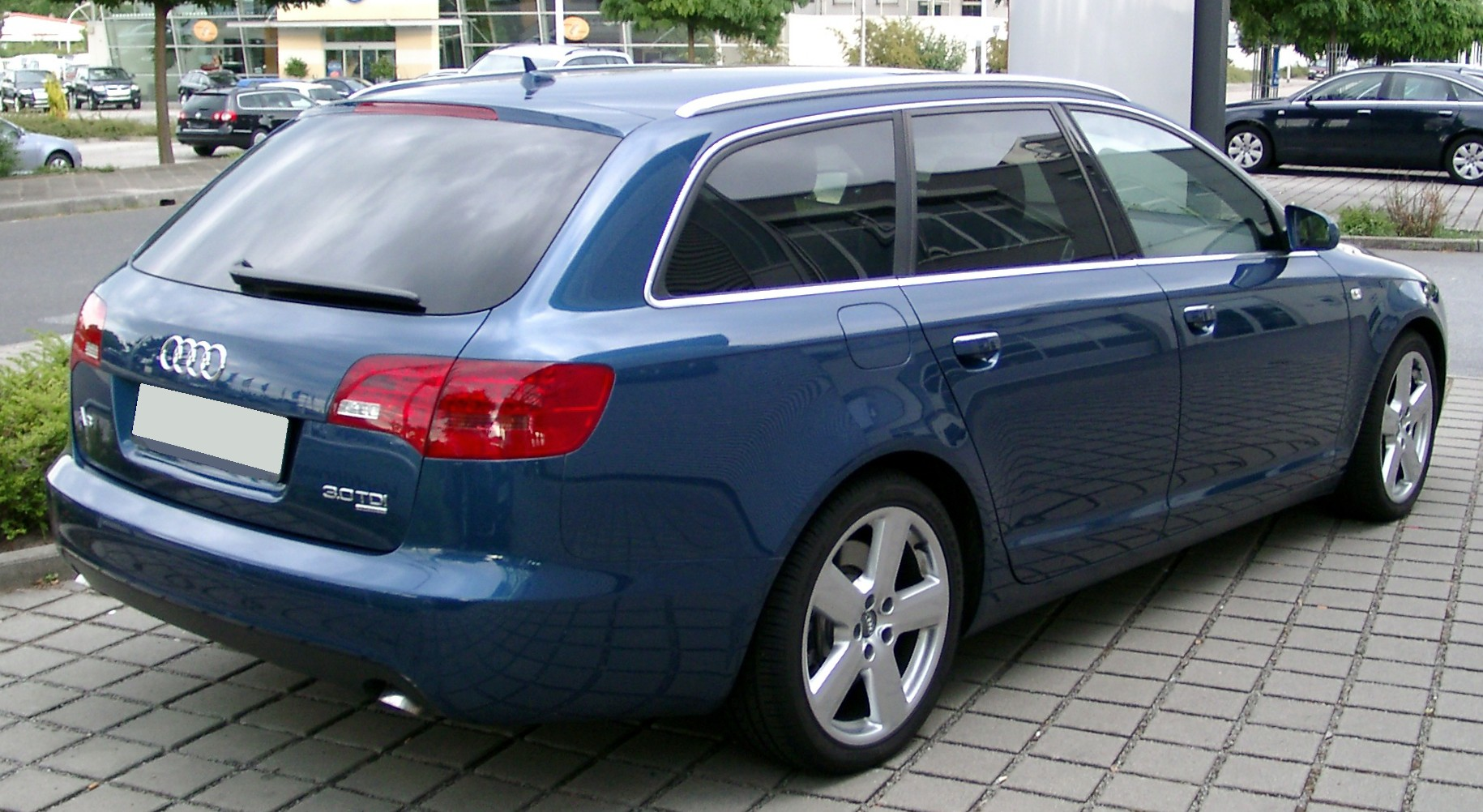
아우디 A6 아반트(전기형) 후측면
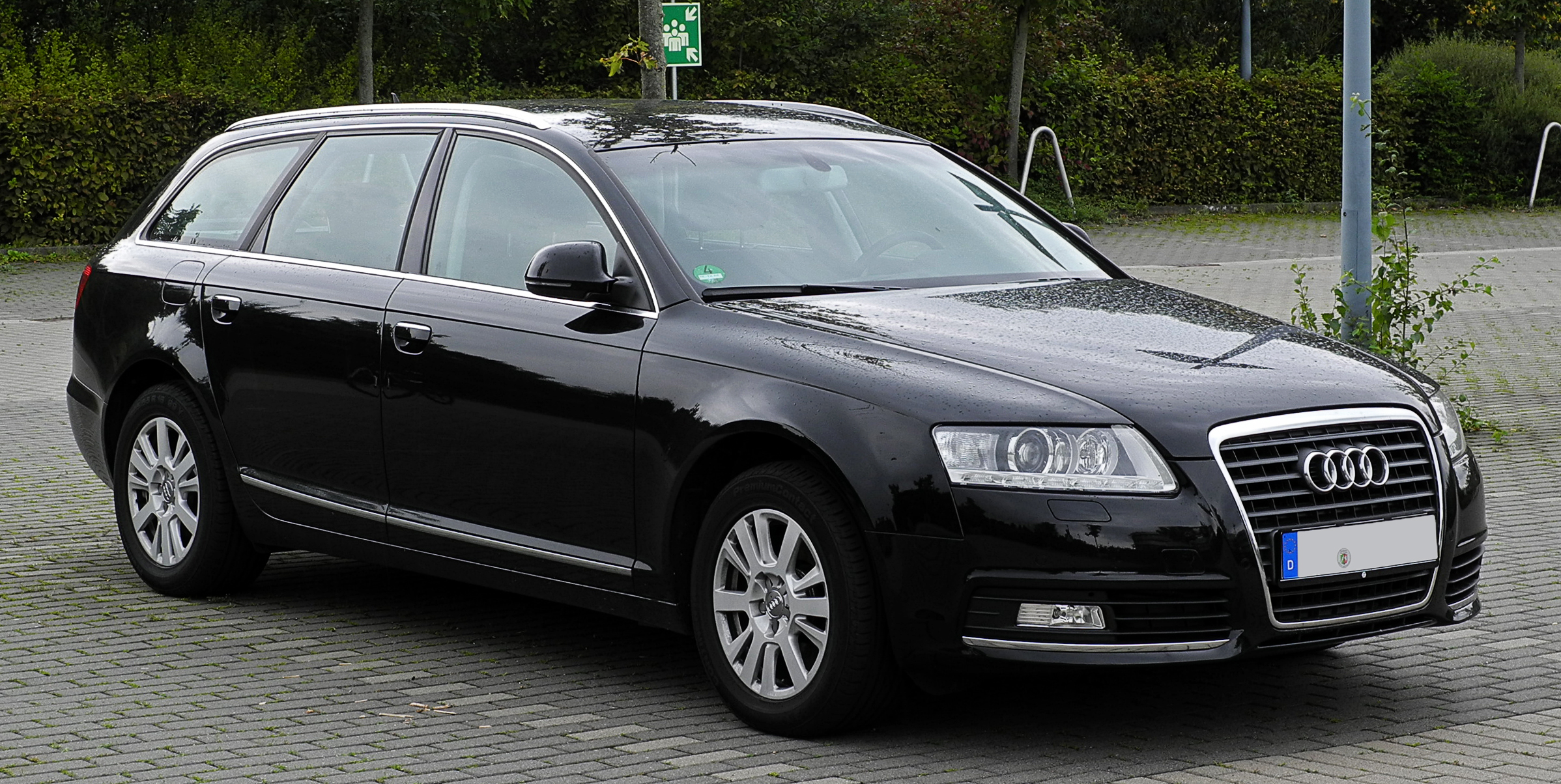
아우디 A6 아반트(후기형) 정측면
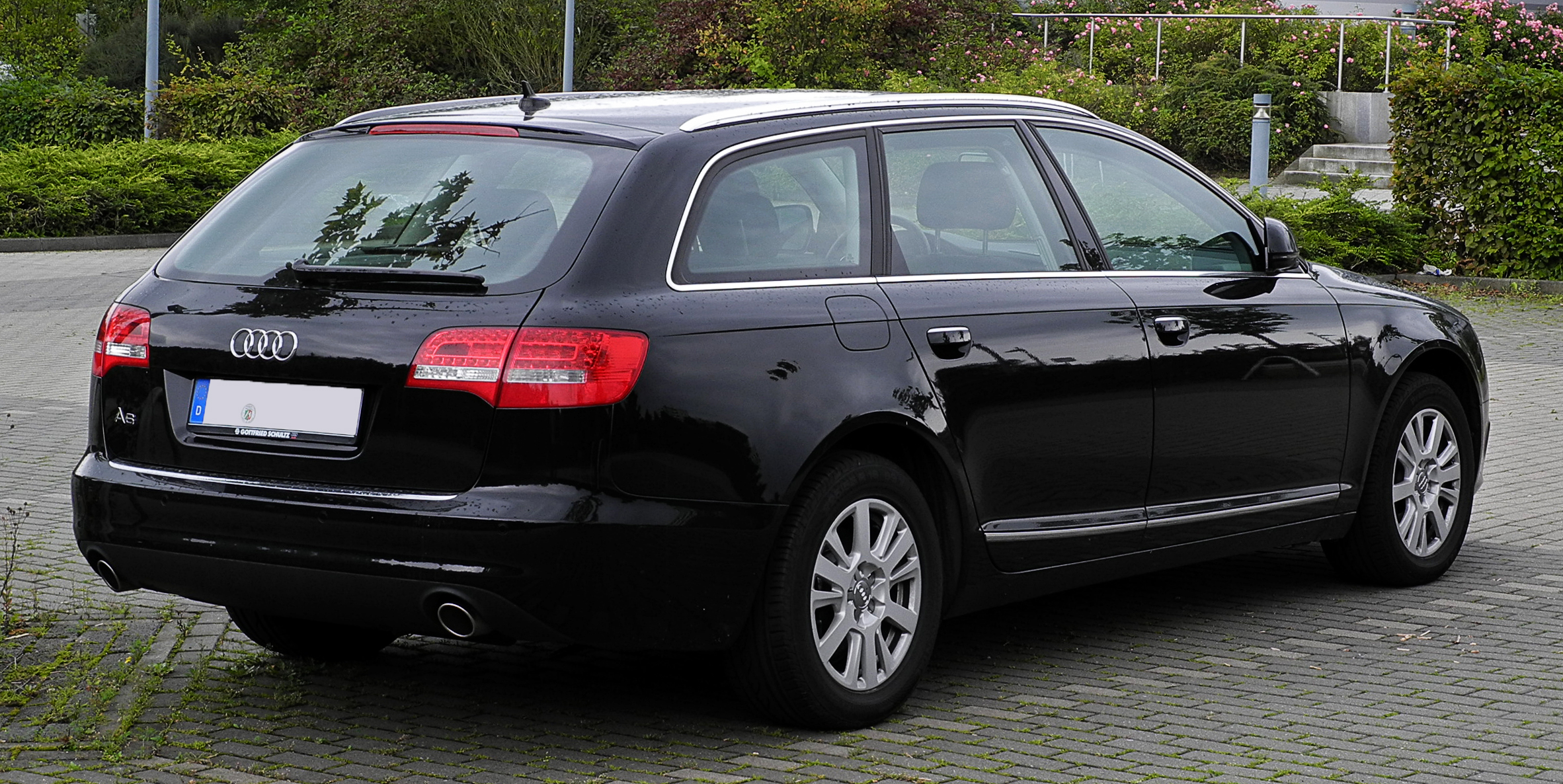
아우디 A6 아반트(후기형) 후측면

## 4세대(C7)

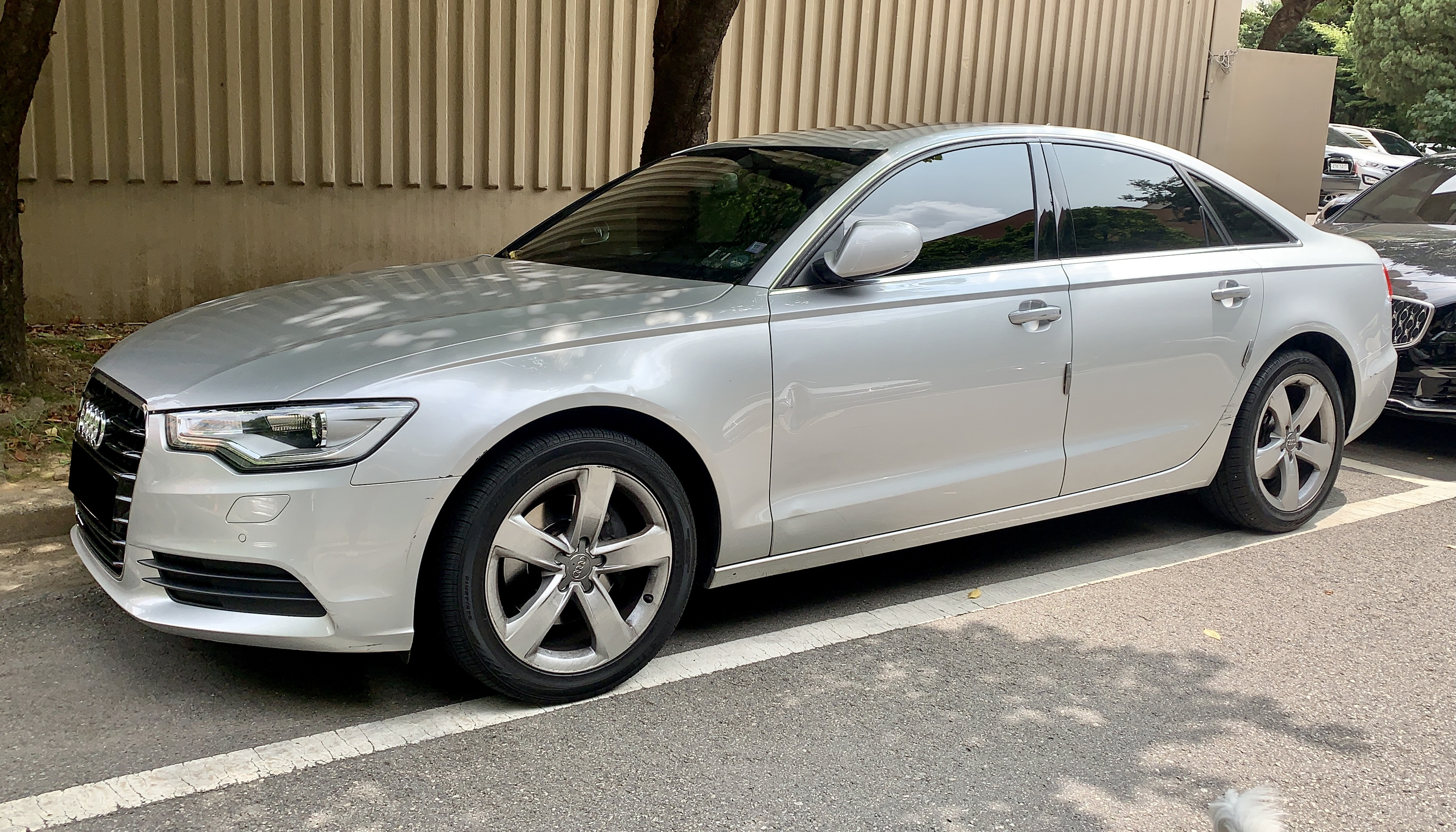
아우디 A6(전기형) 정측면

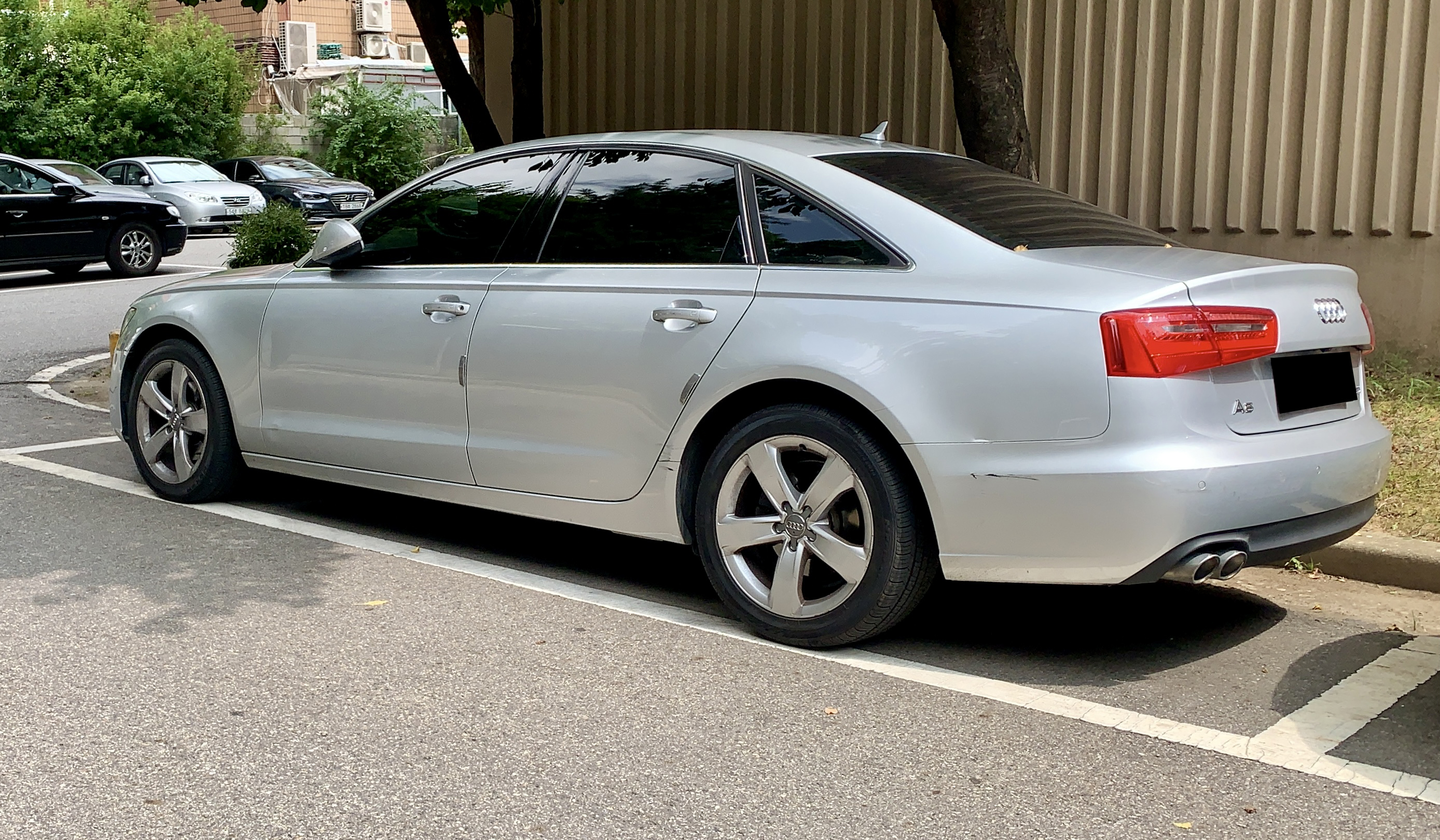
아우디 A6(전기형) 후측면

2011년에 출시되었으며, 아시아 8개국 사전 시승회가 대한민국에서 개최되었다. 새롭게 도입된 알루미늄과 첨단 스틸을 조합해 경량화 기술을 이뤄냈다. 코너링시 운전자의 스티어링 휠 조작을 바탕으로, 회전 반경 안쪽의 두 축에 약간의 브레이크 제동을 줘 날카로운 코너링을 가능케 하는 토크 벡터링 기술이 적용되어 코너링시 운전자의 의도에 최대한 가까운 핸들링을 구현했다. 2014년에 페이스 리프트가 공개되었다. 2016년 5월 왜건인 아반트도 대한민국에 나왔다. 35 TDI 모델이 수입된다.

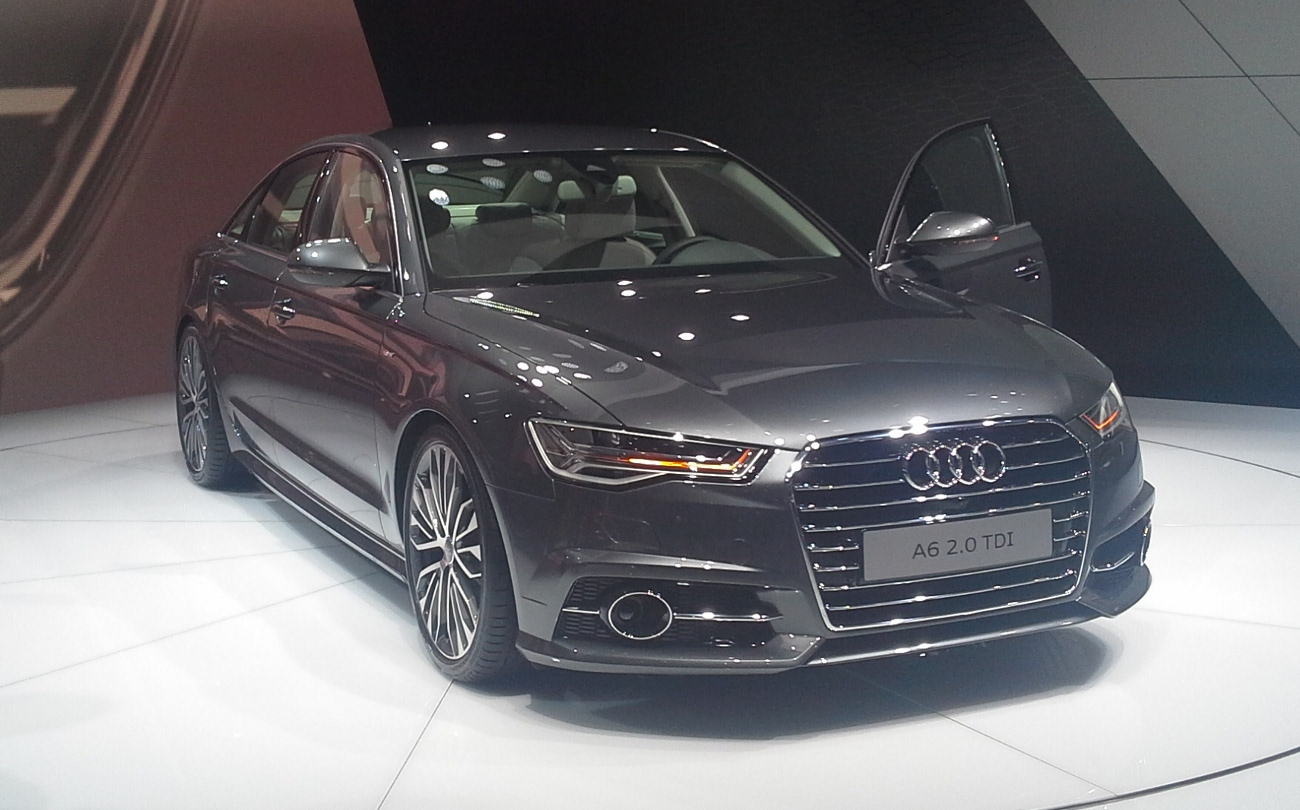
아우디 A6(후기형) 정측면
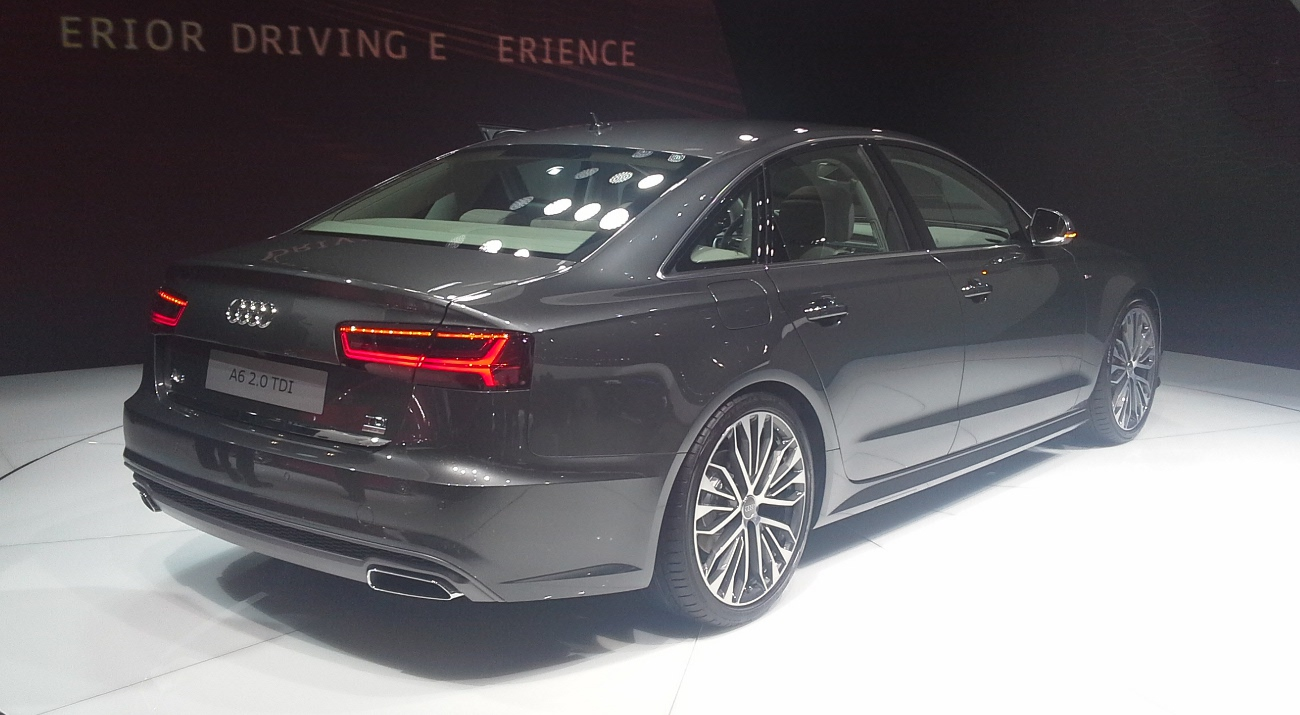
아우디 A6(후기형) 후측면
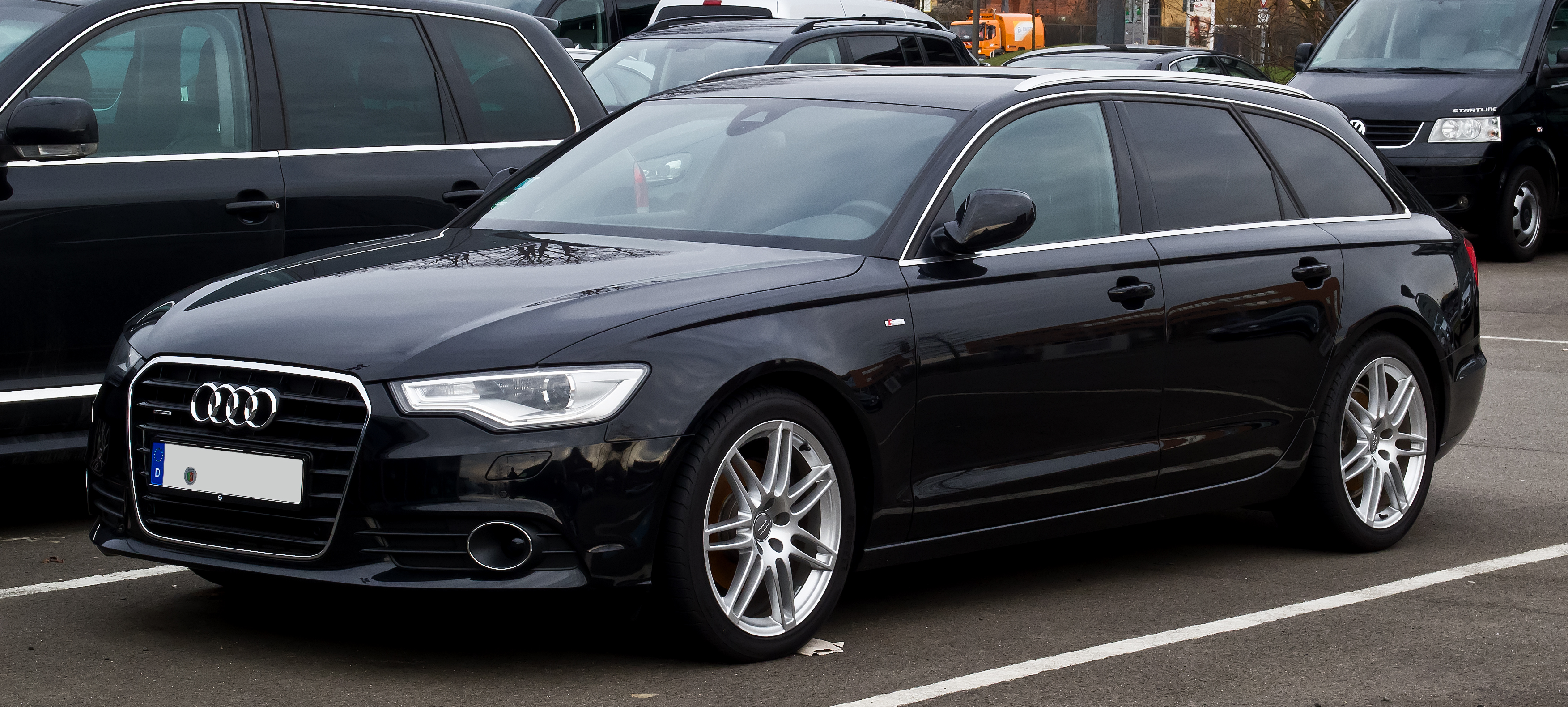
아우디 A6 아반트(전기형) 정측면
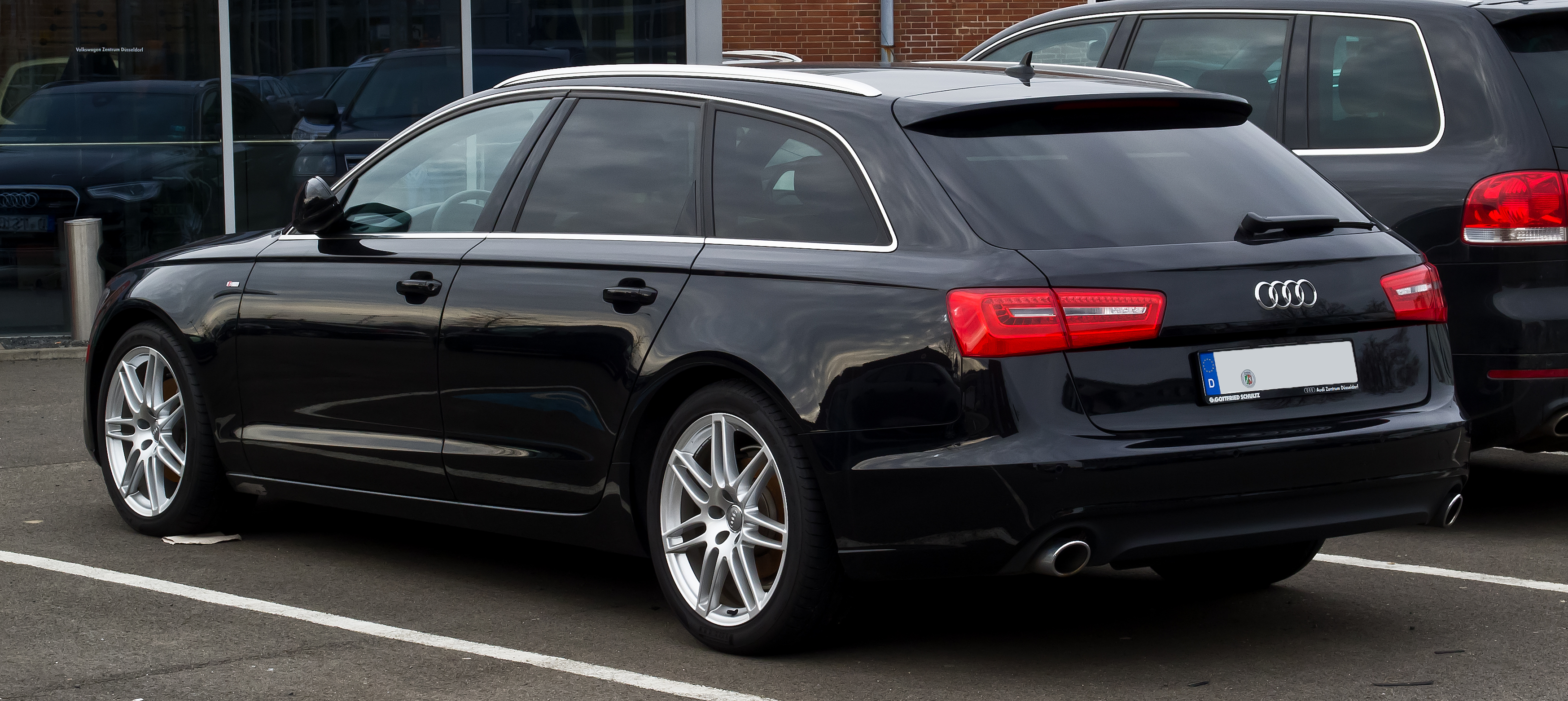
아우디 A6 아반트(전기형) 후측면
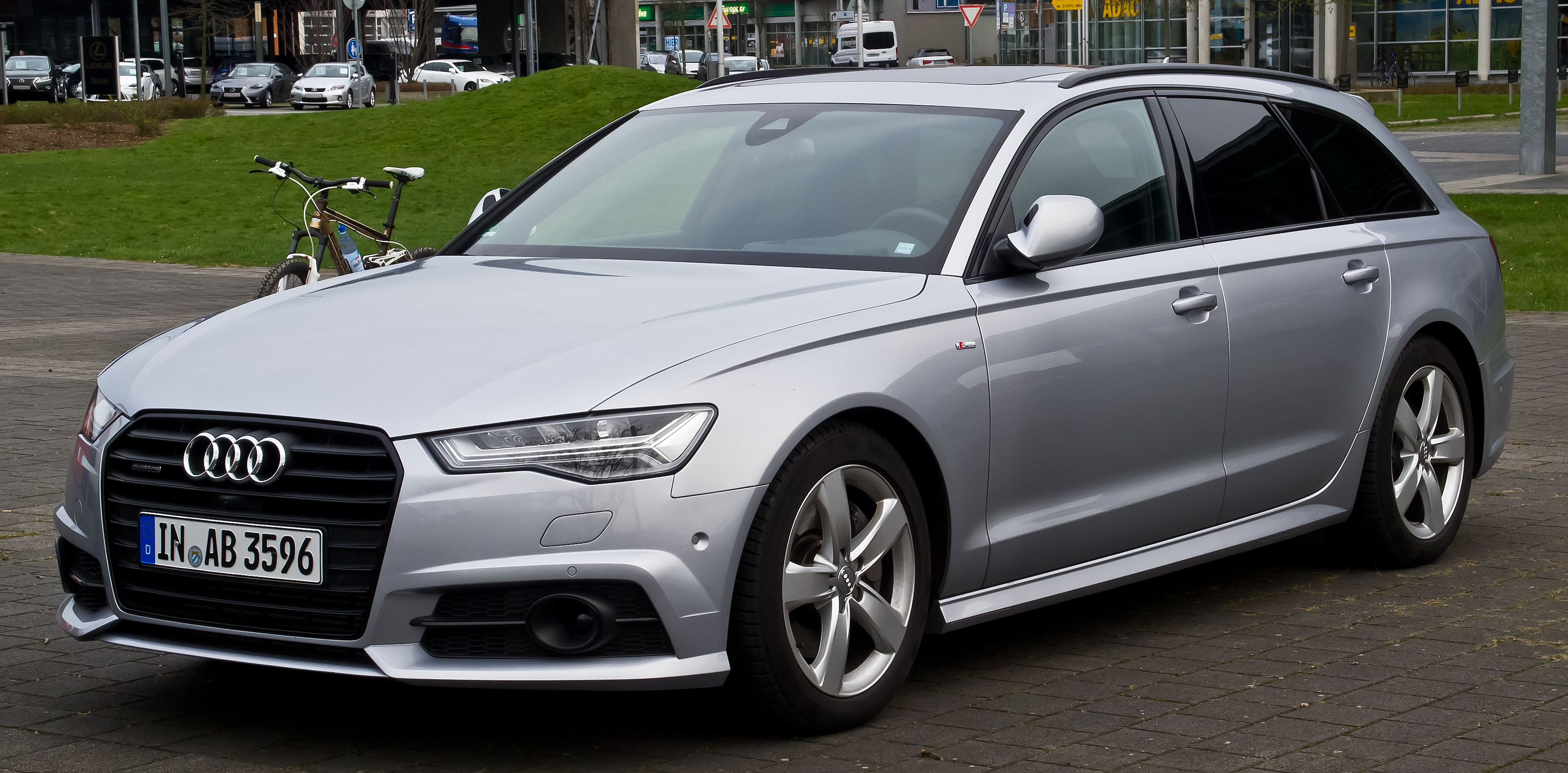
아우디 A6 아반트(후기형) 정측면
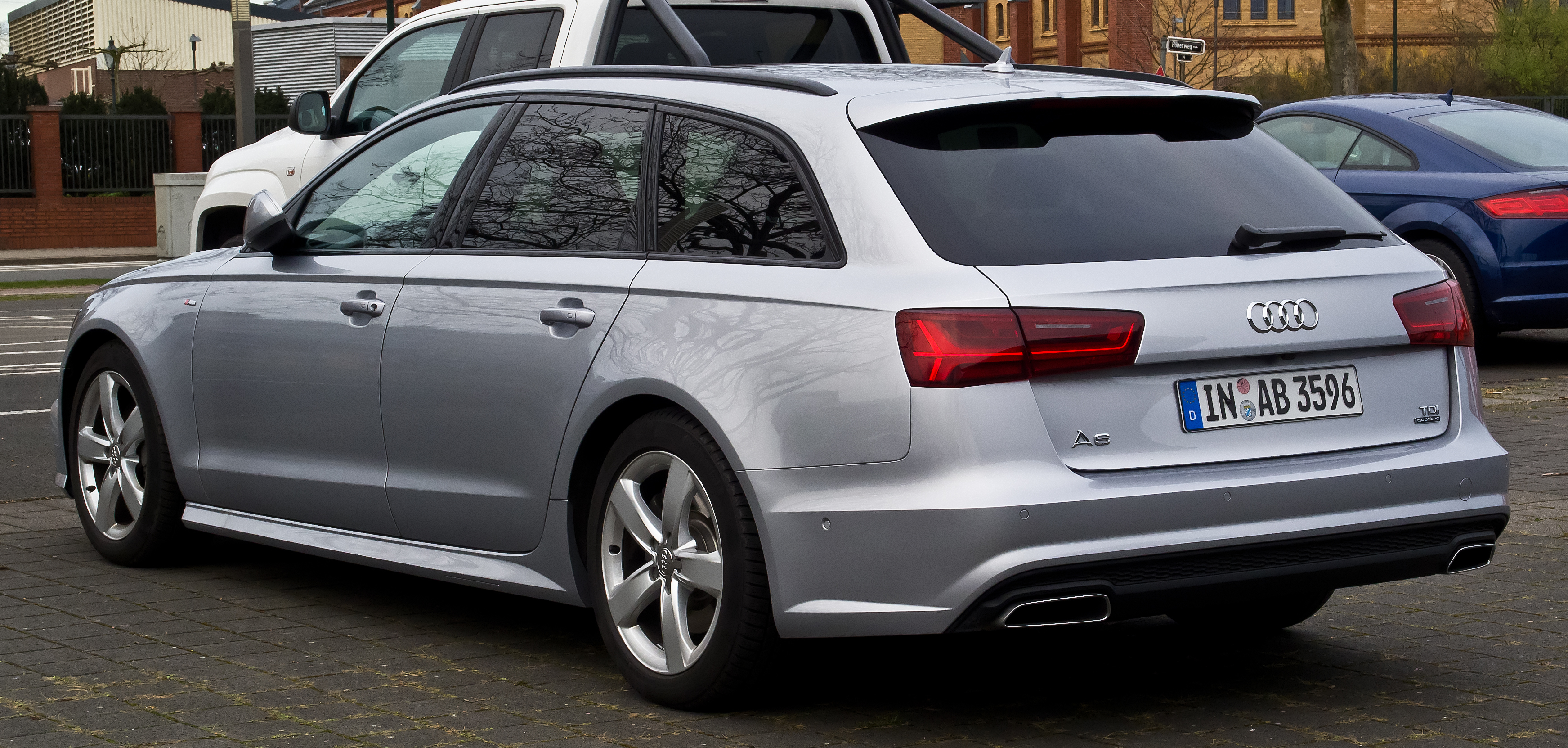
아우디 A6 아반트(후기형) 후측면

## 5세대(C8)

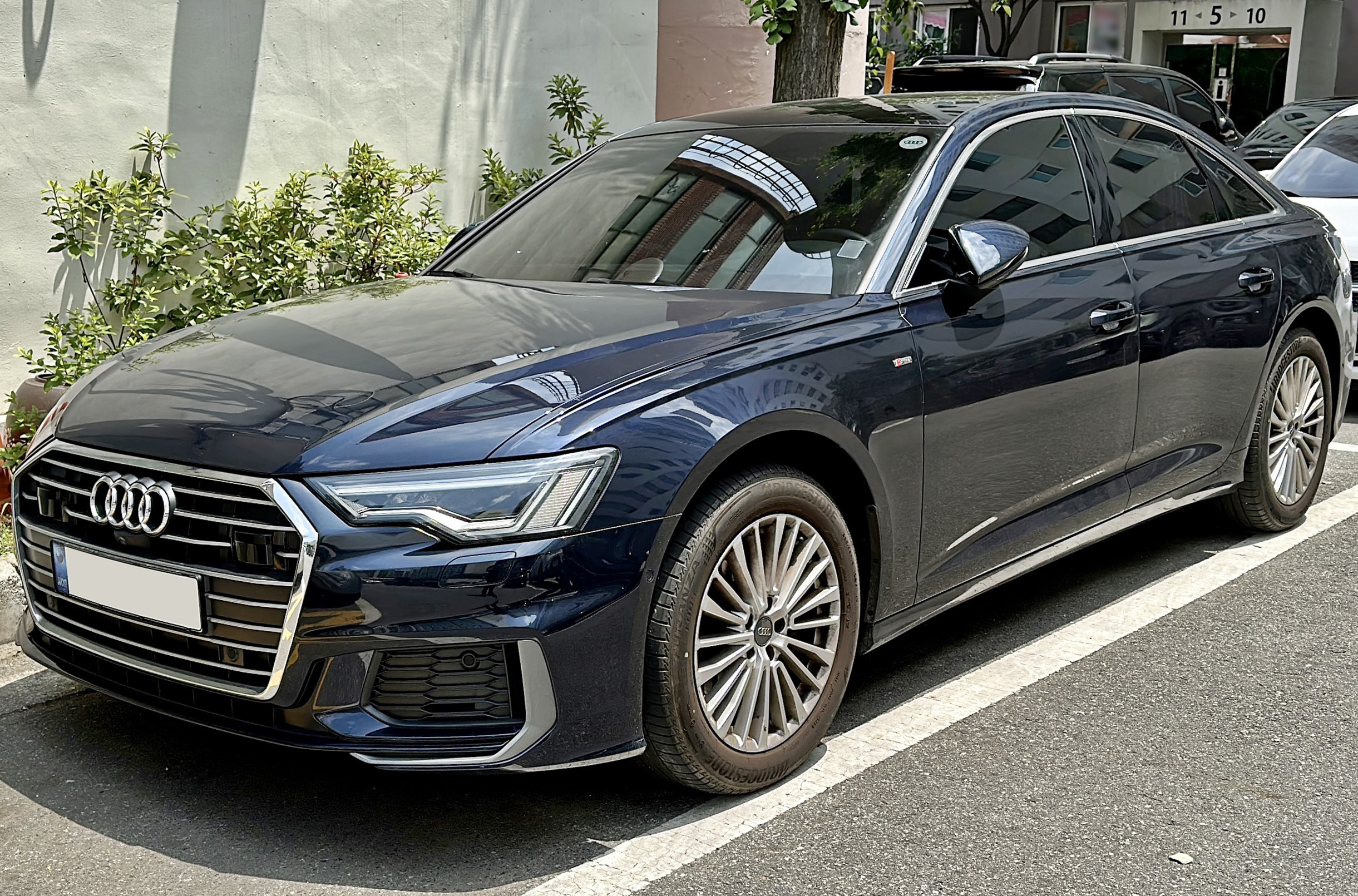
8세대 전면부

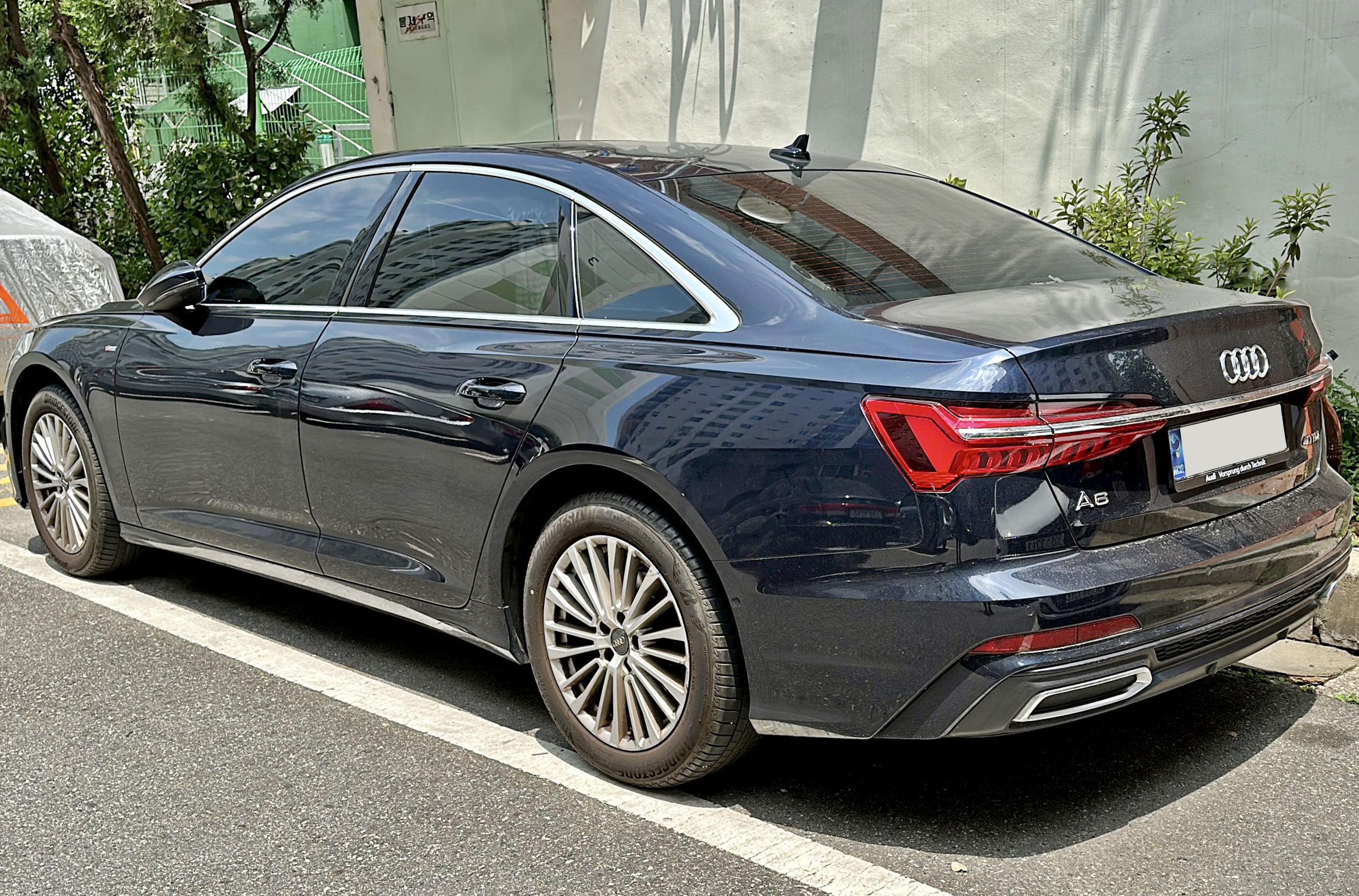
8세대 후면부

2018년에 공개되었다.

## 경쟁 차량
- 제네시스 - G80
- 기아자동차 - K9
- 벤츠 - E 클래스
- BMW - 5 시리즈
- 재규어 - XF
- 렉서스 - GS, ES
- 혼다 - 레전드
- 캐딜락 - CTS, XTS
- 볼보 - S90
- 인피니티 - Q70
- 링컨 - MKZ